# Els Dalton (sèrie de televisió)
Els Daltons (conegut com Les Dalton en francès) és una sèrie de dibuixos animats de comèdia francesa basada en les obres de l'artista Morris i l'escriptor René Goscinny. Se centra en els quatre dolents principals de la sèrie de còmics Lucky Luke que intenten escapar de la presó. La sèrie va ser adaptada per Olivier Jean-Marie i Jean-François Henry i dirigida per Charles Vaucelle. Va ser doblat al català i emès a Canal Super3 des del 18 d'abril de 2011, i més tard també s'emetria a SX3.

## Sinopsi
Presos d'un centre penitenciari al desert de Nevada, els germans Dalton intenten fugir-ne, però sense aconseguir els seus objectius.

## Emissió
La sèrie es va estrenar el 31 de maig de 2010. Es va emetre a France 3 i Canal+ Family, i després a Télétoon+, France 4 i Boomerang. A Catalunya la sèrie va ser emesa pel Canal Super3 i SX3.

## Llista d'episodis

### Visió general
| Temporades | Temporades   | Episodis | Episodis per temporada | Data d'emissió en França | Data d'emissió en França | Data d'emissió en Catalunya | Data d'emissió en Catalunya |
| Temporades | Temporades   | Episodis | Episodis per temporada | Estrena                  | Final                    | Estrena                     | Final                       |
| ---------- | ------------ | -------- | ---------------------- | ------------------------ | ------------------------ | --------------------------- | --------------------------- |
|            | 1a temporada | 1-78     | 78                     | 31 de maig de 2010       | 5 d'octubre de 2012      | 18 d'abril de 2011          | 16 de maig de 2011          |
|            | 2a temporada | 78-113   | 113                    | 29 d'abril de 2013       | 18 de novembre de 2016   | 23 de desembre de 2013      | 18 de juny de 2017          |

### Temporada 1 (2010–2012)
| Núm. total | Núm. temporada | Títol                                                                          | Escrit per                        | Argument per                     | Data d'emissió original | Data d'emissió al català |
| --- | -------------- | ------------------------------------------------------------------------------ | --------------------------------- | -------------------------------- | ----------------------- | ------------------------ |
| 1 | 1              | «Un mal vent per als Dalton» «Ça bulle pour les Dalton»                        | Olivier Jean-Marie                | Charles Vaucelle                 | 31 de maig de 2010      | 18 d'abril de 2011       |
| Aprofitant que a la presó canvien les dutxes, en Joe ha tingut una altra idea de les seves. Allà on hi ha dutxes, hi ha canalització, i allà on hi ha canalització... hi ha evacuació! La pega és que les canonades són massa estretes i els caldrà una mica de sabó per poder-hi passar. I què fan el sabó i l'aigua? Bombolles! Moltes bombolles!                                                                       |                |                                                                                |                                   |                                  |                         |                          |
| 2 | 2              | «El tornado» «Les Dalton twistés»                                              | Charles Vaucelle i Yves Coulon    | Stéphane Annette                 | 7 de juny de 2010       | 6 de maig de 2011        |
| La tribu dels Braços Plegats han demanat al director de la presó que els deixi arrecerar a dins mentre passa un tornado que han provocat ells mateixos. S'haurien allotjat al soterrani, però en Peabody el va fer tapar. Ara cal fer un altre forat... i els Dalton s'hi ha ofert voluntaris de seguida! Aquesta vegada faran un forat amb permís del director!                                                          |                |                                                                                |                                   |                                  |                         |                          |
| 3 | 3              | «Esperit, que hi ets?» «Esprit es-tu là?»                                      | Michel Coulon                     | Jean Cayrol                      | 8 de juny de 2010       | 6 de maig de 2011        |
| Després d'unes quantes classes de ioga, l'Averell ha aconseguit que el seu esperit abandonés el seu cos i ara és capaç de travessar parets! Aquest cop en Joe ho ha tingut molt fàcil per fugir de la presó. El problema és que ara l'esperit de l'Averell es nega a tornar a entrar al cos! En Llop Boig segur que té la solució... O no la té?!                                                                         |                |                                                                                |                                   |                                  |                         |                          |
| 4 | 4              | «La cortina d'aigua» «Le rideau d'eau»                                         | Olivier Jean-Marie                | Laurnet Jennet                   | 9 de juny de 2010       | 18 d'abril de 2011       |
| Després del taller de "Dansa de la pluja a l'estil disco" que ha ofert en Falcó Fabulós, l'Averell ha descobert que té un do per fer canviar el clima. Sobretot, per provocar cortines d'aigua! En Joe ja ha ideat el pla perfecte per una nova evasió, però a la tribu d'en Llop Boig no els ha fet cap gràcia que els rostres pàl·lids juguin amb els seus costums.                                                     |                |                                                                                |                                   |                                  |                         |                          |
| 5 | 5              | «El quisso dels Dalton» «Le toutou des Dalton»                                 | Olivier Jean-Marie                | Frédéric Mintoff                 | 10 de juny de 2010      | 19 d'abril de 2011       |
| En Peabody, tip que en Rantamplan es pixi sempre al fanal del pati, ha decidit que a partir d'ara els presos s'encarregaran de treure'l a passejar perquè faci les seves necessitats. En Joe i companyia ja hi han vist una altra oportunitat per escapar-se, però abans hauran de superar les proves per avaluar les seves capacitats com a passejadors de gossos!                                                       |                |                                                                                |                                   |                                  |                         |                          |
| 6 | 6              | «Qüestió de gustos» «Une affaire de goût»                                      | Jean-Marc Lenglen                 | Vincent Dubost                   | 11 de juny de 2010      | 19 d'abril de 2011       |
| En Peabody ha autoritzat l'Averell perquè vagi a ajudar la Betty a decorar el seu apartament. No ho sabies, que l'Averell té molt bon gust a l'hora de triar colors? En Joe, convençut que el totxo del seu germà serà incapaç de pispar-li les claus del penal a la Betty, es farà passar per ell enfilant-se damunt d'en Jack. El problema és que en Joe no té gens de gust!                                            |                |                                                                                |                                   |                                  |                         |                          |
| 7 | 7              | «Crisi d'ostatges» «Crise d'otages»                                            | Jean-Marc Lenglen                 | Alexandre Viano                  | 14 de juny de 2010      | 19 d'abril de 2011       |
| Amb el forat fet i a punt de fugir de la presó, els Dalton s'han trobat amb una sorpresa d'última hora: en Bill Pudent amb una arma fent-los xantatge! Comencen les negociacions, en Bill té les armes, ells el forat per fugir, en Peabody també hi diu la seva i això acaba sent una olla de grills. El que és clar és que en Peabody no pensa perdre cinc clients de cop!                                              |                |                                                                                |                                   |                                  |                         |                          |
| 8 | 8              | «El testament» «Dernières volontés»                                            | Yves Coulon                       | Alexandre Viano                  | 3 de juliol de 2010     | 19 d'abril de 2011       |
| "La lectura obre moltes portes. És un mitjà formidable d'evasió i una finestra oberta a la llibertat." Aquestes paraules de la Betty han obert els ulls a en Joe, que ha començat a devorar llibres com un boig. Fins que li ha caigut a les mans "El comte de Montecristo" i ha decidit que es faran els morts per poder fugir. Però, vols dir que és tan fàcil, això de fer-se el mort?!                                |                |                                                                                |                                   |                                  |                         |                          |
| 9 | 9              | «Els diamants» «Touche pas à mes diams»                                        | Yves Coulon                       | Matthieu Pitschon                | 7 d'agost de 2010       | 20 d'abril de 2011       |
| Tot picant pedres, l'Averell s'ha trobat una pila de diamants. En Joe té clar que amb aquestes pedres precioses podran subornar un guardià per poder fugir. El problema, ara, és trobar el guardià, i mentre el busquen, amagar bé els diamants perquè no els els pispin! I si els enterren? En Rantamplan s'apunta de seguida a jugar a fet i amagar!                                                                    |                |                                                                                |                                   |                                  |                         |                          |
| 10 | 10             | «Els Dalton fan el cim» «Les Dalton atteignent des sommets»                    | Olivier Jean-Marie                | Laurnet Jennet                   | 6 de setembre de 2010   | 18 d'abril de 2011       |
| En Hans Yodle, l'alpinista austríac que va intentar robar la reserva federal escalant-ne la paret, és a la presó. En Joe no vol deixar escapar aquesta oportunitat d'or i ha proposat a en Peabody que organitzi un curs d'alpinisme. Concentració, flexibilitat, esperit d'equip... Serà fantàstic per la moral dels presos. I per poder fugir, esclar!                                                                  |                |                                                                                |                                   |                                  |                         |                          |
| 11 | 11             | «La nòvia del director» «La fiancée du directeur»                              | Yves Coulon                       | Laurnet Jennet                   | 7 de setembre de 2010   | 20 d'abril de 2011       |
| Els Dalton han descobert que el director de la presó ha posat un anunci al diari per buscar nòvia i en Joe ha decidit contestar-lo i presentar-s'hi disfressat de Samantha Culgròs. En Peabody l'ha trobat molt femenina i l'ha convidat a sopar i a passar la nit a la presó. En Joe està convençut que aquesta serà la seva, res no pot sortir malament... O sí?!                                                       |                |                                                                                |                                   |                                  |                         |                          |
| 12 | 12             | «Els Dalton, delators» «Le mouchard»                                           | Jean-Marc Lenglen                 | Frédéric Mintoff                 | 8 de setembre de 2010   | 18 d'abril de 2011       |
| En Peabody ha demanat a en Joe i companyia que li facin de delators, sense que en sàpiga res la senyoreta Betty, esclar! Ho troba una pràctica "immoral". La seva missió és fer que l'Slam Jock esquitxi on ha amagat els diners de tots els bancs que ha robat. La pega és que fer-se amic d'un paio com l'Slam Jock no és tan fàcil com sembla!                                                                         |                |                                                                                |                                   |                                  |                         |                          |
| 13 | 13             | «Embolic de túnels» «Galères en galeries»                                      | Jean-Marc Lenglen                 | Frédéric Mintoff                 | 9 de setembre de 2010   | 20 d'abril de 2011       |
| Des que van inaugurar la presó, els Dalton no han parat de fer túnels. Per fi, s'han decidit a fer-los servir i ha començat la persecució: els guardes i en Rantamplan darrere d'en Joe, l'Averell, en Jack i en William. Tot hauria anat bé, si els Dalton no s'haguessin atipat de bolets que els fan fluorescents! A més, els guardes estan convençuts que estan envoltats de fantasmes!                               |                |                                                                                |                                   |                                  |                         |                          |
| 14 | 14             | «El mag» «Le magicien»                                                         | Jean-Marc Lenglen                 | Laurnet Jennet                   | 10 de setembre de 2010  | 21 d'abril de 2011       |
| Els Dalton tenen un nou company de cel·la, el famós mag Bouderfield. En Joe de seguida li ha fet una proposta que el mag no ha pogut rebutjar: o els ajuda a fugir o el pela sense miraments. El secret de la màgia és la distracció, l'art de desviar l'atenció. Aquesta vegada sembla que l'evasió va de debò, però els Dalton encara no saben que el mag té una pila de trucs amagats!                                 |                |                                                                                |                                   |                                  |                         |                          |
| 15 | 15             | «Els Dalton totemitzats» «Les Dalton en totem»                                 | Olivier Jean-Marie                | Andres Fernandez                 | 13 de setembre de 2010  | 20 d'abril de 2011       |
| En Peabody, el director de la presó, ha decidit fer un gest per millorar la relació amb els indis i li regalarà un tòtem a en Llop Boig pel seu aniversari. En Joe s'ha presentat voluntari per construir el tòtem assegurant que a l'escola es va passar tres anys fent tòtems. Però si no hi ha anat mai, a l'escola! Tot plegat és un altre pla per fugir... Te l'imagines?!                                           |                |                                                                                |                                   |                                  |                         |                          |
| 16 | 16             | «A dormir» «Zzzzzzzzz...»                                                      | Olivier Jean-Marie                | Andres Fernandez                 | 14 de setembre de 2010  | 21 d'abril de 2011       |
| En Joe ha trobat molt interessant el taller d'en Falcó Fabulós sobre medicina natural. Les herbes per fer dormir li han donat una idea que no pot fallar de cap manera. Farà adormir tota la presó i així en podran fugir sense cap problema. Però això de "sense cap problema" no existeix al vocabulari dels Dalton... Sempre hi ha d'haver algun imprevist!                                                            |                |                                                                                |                                   |                                  |                         |                          |
| 17 | 17             | «Mamma mia!»                                                                   | Jean-Marc Lenglen                 | Andres Fernandez                 | 15 de setembre de 2010  | 22 d'abril de 2011       |
| La mare dels Dalton ha segrestat la mare d'en Ming Li Foo, l'encarregat de rentar la roba dels presos. A més, ha convençut en Peabody que és molt més saludable i més higiènic rentar la roba a l'exterior de la presó, i que per fer-ho necessita uns quants voluntaris: els seus fills, esclar! Aquesta vegada sembla que l'evasió ja és un fet!                                                                        |                |                                                                                |                                   |                                  |                         |                          |
| 18 | 18             | «En Joe el conquistador» «Joli cœur»                                           | Jean-Marc Lenglen                 | Vincent Dubost                   | 16 de setembre de 2010  | 21 d'abril de 2011       |
| En Joe està convençut que si és capaç de seduir la senyoreta Betty, ella els ajudarà a fugir de la presó. Als seus germans els ha sembla una idea genial i s'han posat tots a treballar per ensenyar-li el difícil art de la seducció. Però quan ets baixet, lleig i tan malcarat com en Joe, no és gens fàcil això de convertir-te en un Casanova. Si més no, ho intentaran... Tampoc no hi tenen res a perdre... O sí?! |                |                                                                                |                                   |                                  |                         |                          |
| 19 | 19             | «La melé dels Dalton» «Les Dalton en mêlée»                                    | Olivier Jean-Marie                | Stéphane Annette                 | 17 de setembre de 2010  | 22 d'abril de 2011       |
| L'arribada d'un nou pres que ve d'Escòcia i és jugador de rugbi ha donat la idea a en Peabody de fer una jornada de portes obertes per organitzar un partit entre presos. "Portes obertes" és una expressió que en Joe no deixa escapar, encara que hagi de practicar esport, una cosa que detesta. El que ningú no s'espera és que en Joe sigui un crac del rugbi!                                                       |                |                                                                                |                                   |                                  |                         |                          |
| 20 | 20             | «Els Dalton, a la neu» «Les Dalton à la neige»                                 | Jean-Marc Lenglen                 | Vincent Dubost                   | 11 d'octubre de 2010    | 25 d'abril de 2011       |
| En Llop Boig ha proposat a en Peabody d'emportar-se uns quants presos a la seva tribu per demostrar l'eficàcia del seu sistema penitenciari. Una presó sense barrots ni cadenes on els presos treballen en llibertat i s'acaben integrant a la tribu. En Joe no s'ho ha pensat dues vegades a l'hora de presentar-se voluntari. No sap pas on s'ha ficat!                                                                 |                |                                                                                |                                   |                                  |                         |                          |
| 21 | 21             | «Massa túnels» «Le trou de trop»                                               | Jean-François Henry               | Launret Jennet                   | 18 d'octubre de 2010    | 22 d'abril de 2011       |
| L'Averell ha calculat que des que són a la presó han fet 7.874 túnels. Tot i així, en Joe està decidit a fer-ne un altre, el que els durà a la llibertat. O més aviat a l'enfonsament de tota la presó! El pla no era aquest, però sense presó no hi pot haver presos! Aquesta vegada la llibertat és a tocar! I la reconstrucció de la presó també! T'imagines qui l'haurà de fer?!                                      |                |                                                                                |                                   |                                  |                         |                          |
| 22 | 22             | «Els Dalton fan la neteja» «Les Dalton font du propre»                         | Jean-Marc Lenglen                 | Matthieu Pitschon                | 25 d'octubre de 2010    | 21 d'abril de 2011       |
| En Llop Boig ha proposat a en Peabody d'emportar-se uns quants presos a la seva tribu per demostrar l'eficàcia del seu sistema penitenciari. Una presó sense barrots ni cadenes on els presos treballen en llibertat i s'acaben integrant a la tribu. En Joe no s'ho ha pensat dues vegades a l'hora de presentar-se voluntari. No sap pas on s'ha ficat!                                                                 |                |                                                                                |                                   |                                  |                         |                          |
| 23 | 23             | «La pólvora de l'evasió» «La poudre d'escampette»                              | Michel Coulon                     | Matthieu Pitschon                | 1 de novembre de 2010   | 22 d'abril de 2011       |
| Per celebrar l'any nou xinès, en Ming Li Foo té pensat de fer un castell de focs espectacular. Els castells de foc es fan amb pólvora i en Joe ja es veu fora de la presó. Però presentar-se voluntari per ajudar en Ming Li Foo vol dir haver de fer un curs ràpid de la cultura del seu país: aprendre l'art del kung-fu, de l'acupuntura, del ball del drac... Que no els passi res!                                   |                |                                                                                |                                   |                                  |                         |                          |
| 24 | 24             | «Tancats a fora» «Enfermés dehors»                                             | Olivier Jean-Marie                | Frédéric Mintoff                 | 29 de novembre de 2010  | 25 d'abril de 2011       |
| Ha sonat l'alerta de foc, i presos i personal han sortit tots corrents de la presó. El que havia de ser un simple exercici s'ha convertit en un maldecap per a en Peabody, que s'ha deixat la clau de la presó a dins. La clau i els Dalton, que estaven fent un túnel i no han sentit l'alarma! Ara estan sols a la presó... i no tenen cap intenció de sortir-ne! Estan empresonats, però són lliures! Fins quan?!      |                |                                                                                |                                   |                                  |                         |                          |
| 25 | 25             | «Per fi lliure!» «Enfin libre!»                                                | Jean-Marc Lenglen                 | Andres Fernandez                 | 3 de gener de 2011      | 29 d'abril de 2011       |
| Després de saber que queda lliure per culpa d'un error en el procediment judicial, en Joe ha promès als seus germans que s'armarà, atracarà un banc i els anirà a treure de la presó. Després d'uns quants intents, en Jack, en William i l'Averell han vist clar que si volen fugir, ho hauran de fer amb els seus mètodes. Ara només falta que no els ho esguerri en Joe!                                               |                |                                                                                |                                   |                                  |                         |                          |
| 26 | 26             | «El faquir» «Le fakir»                                                         | Olivier Jean-Marie                | Alexandre Viano i Laurnet Jennet | 7 de febrer de 2011     | 26 d'abril de 2011       |
| L'arribada d'un faquir a la presó ha donat una nova idea a en Joe. I és que en Pakrash sap fer aixecar una corda tocant la flauta! És l'evasió perfecta! Dit i fet, els Dalton aprendran el difícil art dels faquirs. Però abans d'arribar al truc de la corda hauran d'aprendre a dormir sobre claus, empassar-se sabres i encantar serps! Que no els passi res!                                                         |                |                                                                                |                                   |                                  |                         |                          |
| 27 | 27             | «Els Dalton, a l'aigua» «Les Dalton à l'eau»                                   | Olivier Jean-Marie                | Frédéric Mintoff                 | 14 de febrer de 2011    | 25 d'abril de 2011       |
| En el marc del taller de la cultura índia, en Falcó Fabulós iniciarà els presos en l'art misteriós de buscar aigua. En Joe, després de les explicacions, ha tingut una idea genial: trobarà aigua a l'interior de la presó, provocarà una inundació, en Peabody haurà d'obrir les portes per deixar marxar tota l'aigua i ells podran fugir. Aquesta vegada, sí!                                                          |                |                                                                                |                                   |                                  |                         |                          |
| 28 | 28             | «El desert de la Mort que Mata» «Le désert de la mort qui tue»                 | Olivier Jean-Marie                | Andres Fernandez                 | 21 de març de 2011      | 26 d'abril de 2011       |
| Els Dalton han aprofitat una visita dels indis per disfressar-se amb plomes de gallina i fugir del penal fent-se passar per una tribu misteriosa. Ara, només han de travessar el Desert de la Mort que Mata i en Joe té molt clar que s'estima més morir-se de set i de gana que no pas tornar al penal. Sort en tenen que els ha seguit en Rantamplan!                                                                   |                |                                                                                |                                   |                                  |                         |                          |
| 29 | 29             | «I que exploti tot!» «Et que ça saute!»                                        | Jean-Marc Lenglen                 | Matthieu Pitschon                | 28 de març de 2011      | 27 d'abril de 2011       |
| Els pous de petroli de Texas s'han incendiat i en Peabody necessita voluntaris que hi portin barrils plens de nitroglicerina per apagar-los. En Joe sap que és arriscat, però és l'ocasió ideal per fugir. I, a més de fugir, tindran material per atracar una pila de bancs! Això si hi arriben sencers, esclar! Se'ls farà tan llarg, el viatge!                                                                        |                |                                                                                |                                   |                                  |                         |                          |
| 30 | 30             | «Els Dalton desapareixen» «Les Dalton disparaissent»                           | Yves Coulon                       | Vincent Dubost                   | 11 d'abril de 2011      | 27 d'abril de 2011       |
| L'Averell ha tastat un dels plats recepta del Falcó Fabulós i li ha provocat un esternut tan fort que ha rebentat una porta. En Joe, que acaba de veure la llum, li ha dit que aprengués a fer el guisat i en preparés un bon plat. La pega és que l'Averell s'ha apuntat malament la recepta i, després de tastar el guisat, s'ha tornat invisible! Ara sí que ho tenen bé! O no?!                                       |                |                                                                                |                                   |                                  |                         |                          |
| 31 | 31             | «La pel·lícula dels Dalton» «Les Dalton font leur cinéma»                      | Patrick Regnard i Michel Haillard | Céline Goblinet                  | 22 d'abril de 2011      | 11 de maig de 2011       |
| El famós director de cinema Hectorius Tagliatelli està rodant una pel·lícula per promocionar el penal i de seguida s'ha fixat en en Joe perquè faci de protagonista. En Joe s'hi ha apuntat sense pensar-s'ho, sobretot perquè sap que l'escena culminant és la de l'"Evasione dels Dalton"! Ja se sap, però, que en el cinema tot és mentida. Fins i tot les evasions!                                                   |                |                                                                                |                                   |                                  |                         |                          |
| 32 | 32             | «Evasió per a tontos» «L'évasion pour les nuls»                                | Yves Coulon                       | Stéphane Annette                 | 23 de maig de 2011      | 26 d'abril de 2011       |
| En Joe està deprimit. Està tip de veure que tots els seus plans sempre fallen, que és un desastre, que és la vergonya de la família. La situació és tan greu que fins i tot en Peabody hi ha hagut d'intervenir. Un pres deprimit és una mala imatge pel penal. I si els de dalt descobreixen que en Joe Dalton no prova d'escapar-se, li retallaran el pressupost!                                                       |                |                                                                                |                                   |                                  |                         |                          |
| 33 | 33             | «La juguesca» «Le pari»                                                        | Michel Coulon                     | Frédéric Mintoff                 | 29 de maig de 2011      | 12 de maig de 2011       |
| Sir James Arsene Wellington, el rei de l'evasió, acaba d'arribar a la presó. En Joe, una mica gelós, li ha assegurat que serà incapaç de fugir abans que ells. El director ha decretat l'alerta màxima: hi ha en joc l'honor de l'administració. Comença el compte enrere! Que fugi el millor! |                |                                                                                |                                   |                                  |                         |                          |
| 34 | 34             | «Amunt, amunt!» «Gonflés!»                                                     | Olivier Jean-Marie                | Stéphane Annette                 | 27 de juny de 2011      | 25 d'abril de 2011       |
| En Joe ha tingut una altra idea de bomber, però està convençut que aquesta vegada serà definitiva. Aquest cop no caldrà escalar els murs, seran els murs els que s'alçaran i els deixaran passar. Inflaran els tendals amb el vapor de la bugaderia, i els tendals inflats aixecaran tot el penal! L'únic problema és que no ha calculat gaire bé els corrents d'aire!                                                    |                |                                                                                |                                   |                                  |                         |                          |
| 35 | 35             | «Els Dalton, facturats» «Les Dalton timbrés»                                   | Olivier Jean-Marie                | Matthieu Pitschon                | 18 de juliol de 2011    | 26 d'abril de 2011       |
| Aquesta vegada, en Joe ha tingut una pensada de les bones. S'amagaran als sacs del correu i el carter se'ls emportarà a fora del penal. La veritat és que ha sigut bufar i fer ampolles! El que no s'esperaven era que uns bandits mexicans atraquessin el carro del correu i els agafés d'ostatges! Quina vergonya! Els Dalton, ostatges?! Per aquí sí que no hi passa, en Joe!                                          |                |                                                                                |                                   |                                  |                         |                          |
| 36 | 36             | «Els Dalton troben petroli» «Les Dalton carburent»                             | Olivier Jean-Marie                | Matthieu Pitschon                | 25 de juliol de 2011    | 28 d'abril de 2011       |
| La troballa de petroli a l'interior del penal ha donat a en Joe una altra idea per fugir. Té intenció de baixar pel pou fins a la bossa de petroli i, tot seguit, sortir-ne per un altre pou dels que es troba fora de la presó. Per no ofegar-se faran un bot amb les pells de gallina que ha anat guardant de la cantina. Sembla que aquest cop ha pensat en tot. O gairebé...                                          |                |                                                                                |                                   |                                  |                         |                          |
| 37 | 37             | «La cosa treu fum» «Ça va fumer»                                               | Michel Coulon                     | Matthieu Pitschon                | 1 d'agost de 2011       | 28 d'abril de 2011       |
| Els senyals de fum en forma de calavera han fet pensar a en Peabody que els indis han desenterrat la destral de guerra i que els volen tallar el coll a tots. Per això ha demanat l'ajut de l'exèrcit, que s'ha limitat a enviar-los un sergent tronat que entrenarà els reclusos. La instrucció ja està en marxa i en Joe ja està esperant el moment que els donin les armes...                                          |                |                                                                                |                                   |                                  |                         |                          |
| 38 | 38             | «Els Dalton viatgen en el temps» «Les Dalton remettent les pendules à l'heure» | Patrick Regnard i Michel Haillard | Andres Fernandez                 | 26 de setembre de 2011  | 29 d'abril de 2011       |
| Els Dalton han aconseguit un rellotge d'en Falcó Fabulós que resulta que és una màquina del temps. El pla és molt senzill: viatjaran fins a l'època quan encara no s'havia construït el penal, així els serà molt fàcil fugir-ne. Però això de viatjar en el temps és més complicat del que sembla. No para d'haver-hi sorpreses... cada cop més sorprenents!                                                             |                |                                                                                |                                   |                                  |                         |                          |
| 39 | 39             | «Un bisó molt viu» «Bisons futés»                                              | Olivier Jean-Marie                | Stéphane Annette                 | 3 d'octubre de 2011     | 27 d'abril de 2011       |
| El professor Darwin està intentant demostrar que l'home prové del bisó i necessita voluntaris per observar-los de prop i estudiar els seus costums. Per fer-ho, un grup de presos s'hauran de ficar a l'interior d'uns bisons mecànics i voltar entre el ramat. Els Dalton s'hi han apuntat de seguida, sense saber que pels indis acaba de començar la temporada de cacera del bisó!                                     |                |                                                                                |                                   |                                  |                         |                          |
| 40 | 40             | «L'enyorança del penal» «Le Mal du pénitencier»                                | Jean-Marc Lenglen                 | Stéphane Annette                 | 7 d'octubre de 2011     | 27 d'abril de 2011       |
| S'ha fet el miracle, per fi! Els Dalton han pogut fugir de la presó! El que no s'esperaven és que la vida fora del penal els provés tan poc. Els costa respirar, s'han omplert de grans, s'han quedat sense alè... En Falcó Fabulós els ha dit que pateixen el mal de l'enyorança. Per curar-se, han de tornar a la presó i endur-se'n allò que troben a faltar. Què deu ser?! L'emoció d'haver-ne fugir?!                |                |                                                                                |                                   |                                  |                         |                          |
| 41 | 41             | «Els Dalton amb bicicleta» «Les Dalton en roue libre»                          | Jean-Marc Lenglen                 | Andres Fernandez                 | 10 d'octubre de 2011    | 28 d'abril de 2011       |
| En Joe s'ha quedat fascinat quan ha descobert que s'acaben d'inventar la bicicleta. Fins i tot li ha donat una idea per un nou pla. En construiran unes quantes, aprendran a fer-les servir, faran una rampa, agafaran embranzida i saltaran el mur. Tot un repte! Sobretot per en Joe, que la veritat és que no hi té gaire traça, amb això de les dues rodes...                                                         |                |                                                                                |                                   |                                  |                         |                          |
| 42 | 42             | «Els Dalton ensopeguen amb un os» «Les Dalton tombent sur un os»               | Olivier Jean-Marie                | Frédéric Mintoff                 | 14 d'octubre de 2011    | 28 d'abril de 2011       |
| En Charles Magnon, un nou pres que és paleontòleg, ha declarat que a sota de la presó hi ha un jaciment prehistòric, que cal tancar tot el perímetre i iniciar una excavació d'urgència immediatament. Per fer-ho necessita quatre homes de diferents mides que l'ajudin amb les excavacions. Tot plegat sembla un altre dels plans d'en Joe... Hi haurà sort aquesta vegada?!                                            |                |                                                                                |                                   |                                  |                         |                          |
| 43 | 43             | «El director nou» «Joe le dirlo»                                               | Yves Coulon                       | Stéphane Annette                 | 17 d'octubre de 2011    | 29 d'abril de 2011       |
| Al penal hi acaba d'arribar un funcionari del govern amb una màquina que analitza, dedueix i escull, entre milers de candidats, el millor per un lloc concret. I encara que sembli increïble ha triat en Joe Dalton per fer de director de la presó! En Peabody queda despatxat i la Betty ha començat una vaga de fam indefinida. Aquest cop sí que ho tenen bé, els Dalton, per fugir!                                  |                |                                                                                |                                   |                                  |                         |                          |
| 44 | 44             | «Els Dalton a la jungla» «Les Dalton dans la jungle»                           | Yves Coulon                       | Stéphane Annette                 | 18 d'octubre de 2011    | 10 de maig de 2011       |
| El penal ha estat escollit per participar en el Gran Concurs Nacional de Presons Verdes. El professor, el Falcó Fabulós, ha explicat als presos que hi ha plantes enfiladisses que poden arribar a fer 6 metres d'alt. A en Joe, només de sentir-ho, li ha agafat la vena jardinera! Ara només li fa falta trobar fems de cavall salvatge per adobar la planta!                                                           |                |                                                                                |                                   |                                  |                         |                          |
| 45 | 45             | «Són bojos, els Dalton» «Ils sont fous ces Dalton»                             | Olivier Jean-Marie                | Vincent Dubost                   | 19 d'octubre de 2011    | 3 de maig de 2011        |
| Els Dalton han tingut una altra idea genial! Es faran passar per bojos perquè els traslladin al manicomi de Hole Gulch. Diuen que, d'aquell asil, és molt fàcil escapar-se'n! Llàstima que la Betty tingui uns altres plans. Ella està convençuda que els mètodes del Falcó Fabulós són molt més efectius que els del manicomi. I els Dalton estan a punt de comprovar-ho!                                                |                |                                                                                |                                   |                                  |                         |                          |
| 46 | 46             | «El Nadal dels Dalton» «Un Noël pour les Dalton»                               | Yves Coulon                       | Andres Fernandez                 | 20 d'octubre de 2011    | 2 de maig de 2011        |
| S'acosta el Nadal i en Joe ha tingut la gran idea de construir una xemeneia perquè el Pare Noel pugui portar els regals... O per poder fugir d'una vegada! L'Averell farà de Pare Noel i dirà als guardes que els ha deixat el regals al cobert. Mentrestant, els altres fugiran. El que no saben és que hi ha uns quants presos que n'hi volen dir quatre de fresques, al Pare Noel!                                     |                |                                                                                |                                   |                                  |                         |                          |
| 47 | 47             | «Els Dalton fan de cangurs» «Les Dalton pouponnent»                            | Michel Coulon                     | Andres Fernandez                 | 21 de novembre de 2011  | 29 d'abril de 2011       |
| Ha quedat demostrat que l'Averell és l'únic capaç de fer callar en Uapití Exasperant, el nadó d'en Llop Boig. De fet, l'hi deixaran fins que surti el sol, perquè els indis puguin descansar una mica. En Joe té clar que si fugen amb el nadó, els guardes no seran capaços de disparar i per fi seran lliures. Aquest cop no pot sortir res malament... O sí?!                                                          |                |                                                                                |                                   |                                  |                         |                          |
| 48 | 48             | «Fan dels Dalton» «Fan des Dalton»                                             | Yves Coulon                       | Andres Fernandez                 | 5 de desembre de 2011   | 11 de maig de 2011       |
| La germana del director ha enviat el seu fill a passar les vacances al penal, a veure si s'espavila una mica i deixa de ser tan dropo. En Joe de seguida es convertirà en l'ídol del nebot d'en Peabody i li farà fer el que vulgui, com ara fer-li robar les claus de la presó! I aviat descobrirà que això de fugir amb un adolescent tan desmanegat no és tan bona idea com es pensa!                                  |                |                                                                                |                                   |                                  |                         |                          |
| 49 | 49             | «El codi Dalton» «Le code Dalton»                                              | Olivier Jean-Marie                | Stéphane Annette                 | 12 de desembre de 2011  | 5 de maig de 2011        |
| El senyor Deron, expert en modernització, ha arribat al penal per automatitzar la vida dels reclusos. A partir d'ara tot serà automàtic, els presos es llevaran automàticament, les dutxes, les escales, fins i tot picar pedra serà automàtic! I, evidentment, la porta del penal anirà amb un codi! La fugida d'avui promet ser d'allò més moderna!                                                                     |                |                                                                                |                                   |                                  |                         |                          |
| 50 | 50             | «La ratxa de mala sort» «Le maillon faible»                                    | Michel Coulon                     | Matthieu Pitschon                | 20 de gener de 2012     | 2 de maig de 2011        |
| Arran d'un malentès, en Joe s'ha quedat encadenat amb en Luke Badluck, el pres més malastruc de tot l'oest. Avui als Dalton els tocarà fugir amb un dimarts 13 amb potes! Sort que la sort de vegades canvia! Ara la mala ratxa li toca a en Joe! I en Badluck fins i tot ha trobat una mina d'or! Pot ser que, a més de fugir, també es facin rics, els Dalton?!                                                         |                |                                                                                |                                   |                                  |                         |                          |
| 51 | 51             | «En Joe fa l'estruç» «Joe fait l'autruche»                                     | Olivier Jean-Marie                | Andres Fernandez                 | 6 de febrer de 2012     | 3 de maig de 2011        |
| L'Akuna Matata, un boiximà molt especial, ha arribat al penal per ajudar els presos a criar estruços amb la intenció de substituir la carn de bisó. La granja d'estruços s'haurà de muntar a l'exterior de la presó i faran falta uns quants voluntaris. Els escollits, evidentment, han estat els Dalton, que ja ho tenen tot a punt per la fugida. Serà la bona, aquesta vegada?!                                       |                |                                                                                |                                   |                                  |                         |                          |
| 52 | 52             | «Els Dalton s'enlairen» «Les Dalton prennent l'air»                            | Yves Coulon                       | Matthieu Pitschon                | 5 de març de 2012       | 3 de maig de 2011        |
| Després de veure en Ming Li Fu fent volar el seu estel, en Joe ha tingut la increïble idea de construir-ne un de mida familiar per fugir volant del penal. Un cop fet, passaran directes a la fase quatre del pla: el vol del còndor! Els Dalton estan volant... i fugint! Ara només els falta aterrar... fora del penal, és clar!                                                                                        |                |                                                                                |                                   |                                  |                         |                          |
| 53 | 53             | «Els Dalton a les escombraries» «Les Dalton à la poubelle»                     | Olivier Jean-Marie                | Stéphane Annette                 | 6 de març de 2012       | 10 de maig de 2011       |
| Per fi el truc d'amagar-se dins del camió de les escombraries ha estat un èxit. Els Dalton han fugit de la presó i han arribat a l'abocador, però no han pogut convèncer el guarda que no són deixalles! Per això ara són dins d'un cubell gegant a punt de ser reciclats! Fugir de la presó és complicat, però fugir de l'abocador encara ho pot ser molt més!                                                           |                |                                                                                |                                   |                                  |                         |                          |
| 54 | 54             | «En Joe, magnètic» «Magnetic Joe»                                              | Yves Coulon                       | Stéphane Annette                 | 7 de març de 2012       | 4 de maig de 2011        |
| En Joe, que l'ha tocat un llamp molt gros, s'ha tornat magnètic. La tempesta l'ha convertit en un imant vivent. Això li ha donat una altra idea fantàstica. Si algú col·loca un imant a fora i ell es planta a prop del mur, l'imant l'atraurà i es podrà enfilar per la paret sense cap problema. La mare dels Dalton ja ho té tot a punt! Apa, tots cap amunt!                                                          |                |                                                                                |                                   |                                  |                         |                          |
| 55 | 55             | «La vaca dels Dalton» «La vache et les prisonniers»                            | Michel Coulon                     | Matthieu Pitschon                | 8 de març de 2012       | 3 de maig de 2011        |
| Després d'heretar una vaca del tiet Abigail, atracador de bancs i pagès, en Joe ha tingut una altra idea brillant. Convencerà en Peabody que la vaca està deprimida i necessita pasturar a l'aire lliure. I si això no surt bé, ho provaran amb el ganxo de banya, capaç fins i tot de foradar una paret! Sigui com sigui, la vaca els traurà de la presó! O potser no?!                                                  |                |                                                                                |                                   |                                  |                         |                          |
| 56 | 56             | «Fugida somnàmbula» «Averell, tu dors?»                                        | Michel Coulon                     | Matthieu Pitschon                | 9 de març de 2012       | 4 de maig de 2011        |
| Aprofitant que l'Averell és somnàmbul i que quan dorm es converteix en un geni de l'evasió, en Joe li ha donat unes herbes índies naturals per fer-lo clapar i, d'aquesta manera, poder fugir tots del penal. Però resulta que quan són fora no hi ha manera de despertar-lo! I l'Averell es pensa que tots els que es troben són la mare. Fins i tot en Cucaracha, el malvat bandit mexicà!                              |                |                                                                                |                                   |                                  |                         |                          |
| 57 | 57             | «Els Dalton fan mala farina» «Les Dalton dans la farine»                       | Olivier Jean-Marie                | Stéphane Annette                 | 9 d'abril de 2012       | 4 de maig de 2011        |
| En Peabody, tip de menjar pa dur, ha proposat de construir un molí a la presó per fer farina i poder-se fer ells el pa. Els Dalton de seguida s'han presentat voluntaris per fer de forners. I és que en Joe ha tingut una altra idea de les seves: aprofitaran el vent de l'oest per propulsar el molí i fugir. El que encara no saben és cap on els portarà, el vent de l'oest. T'ho imagines?!                         |                |                                                                                |                                   |                                  |                         |                          |
| 58 | 58             | «El tren dels Dalton» «2 minutes d'arrêt»                                      | Yves Coulon                       | Alexandre Viano                  | 14 de maig de 2012      | 13 de maig de 2011       |
| El director del penal ha anunciat que la companyia de ferrocarrils vol mà d'obra per la construcció d'una nova línia. En Joe, evidentment, ha tingut una altra idea de les seves: com que la via la construiran ells, la desviaran discretament i la faran passar pel mig de la presó. Així, per escapar-se, només hauran de pujar al tren. Bufar i fer ampolles!                                                         |                |                                                                                |                                   |                                  |                         |                          |
| 59 | 59             | «La presonera» «La prisonnière»                                                | Olivier Jean-Marie                | Andres Fernandez                 | 25 de juny de 2012      | 6 de maig de 2011        |
| El nou presoner que acaba d'arribar ha revolucionat tot el penal. El que havia de ser en Louis, resulta que és la Lou, una presonera molt guapa que ha enamorat en Joe a primera vista. També li ha deixat clar que ha de triar entre ella i els seus germans. Serà capaç d'abandonar l'Averell, en Jack i en William, per fugir amb la Lou Coiot?! Aviat ho sabrem!                                                      |                |                                                                                |                                   |                                  |                         |                          |
| 60 | 60             | «El rodeo dels Dalton» «Rodéo pour les Dalton»                                 | Michel Coulon                     | Jean Cayrol                      | 9 de juliol de 2012     | 12 de maig de 2011       |
| En el marc del programa de reinserció, la Betty ha organitzat un curset de ramaderia que dirigirà la senyoreta Felicity Jane. D'aquesta manera els presos no s'hauran d'estar tot el dia picant pedra. En Joe, amb tot el merder del ramat que ha portat la Jane, de seguida ha vist que avui escapar-se serà bufar i fer ampolles. Si s'entén amb els toros, és clar...                                                  |                |                                                                                |                                   |                                  |                         |                          |
| 61 | 61             | «Els Dalton s'electrifiquen» «Les Dalton se mettent au courant»                | Yves Coulon                       | Matthieu Pitschon                | 27 d'agost de 2012      | 4 de maig de 2011        |
| Després de provocar uns quants desastres amb els seus invents, en Thomas Edison ha ingressat al penal on hi ha els Dalton. La Betty ha convençut en Peabody que li posin un laboratori. Si fes un descobriment nou a la seva presó es farien famosos. Els Dalton s'han presentat voluntaris per descobrir l'electricitat, un invent que els farà lliures! O no!                                                           |                |                                                                                |                                   |                                  |                         |                          |
| 62 | 62             | «El doctor Jeff Kyll i Míster Averell» «Bête et méchant»                       | Michel Coulon                     | Andres Fernandez                 | 3 de setembre de 2012   | 13 de maig de 2011       |
| El doctor Kyll acaba d'arribar al penal per provar la seva nova vacuna contra la criminalitat. En Joe ha tingut una altra pensada de les seves: robaran la vacuna, la faran beure a tothom perquè es tornin bojos i s'escaparan com si res. El problema és que l'Averell ha tingut una sobredosi de vacuna... i s'ha convertit en un monstre que ho arrasa tot!                                                           |                |                                                                                |                                   |                                  |                         |                          |
| 63 | 63             | «Daltonlàndia» «Daltonland»                                                    | Olivier Jean-Marie                | Vincent Fouache                  | 4 de setembre de 2012´  | 12 de maig de 2011       |
| El senyor Peabody ha anunciat que per fer front a la crisi instal·larà un telecadira perquè els turistes puguin fer una visita guiada al penal. I el colofó serà una visita a una cel·la de debò: la dels Dalton! L'únic que pot passar és que els Dalton segrestin la primera família que els visiti! I això el director no ho havia tingut en compte! O potser sí?!                                                     |                |                                                                                |                                   |                                  |                         |                          |
| 64 | 64             | «L'endeví» «Le devin»                                                          | Michel Coulon                     | Jean-Luc Abiven                  | 5 de setembre de 2012   | 13 de maig de 2011       |
| En Boris, l'endeví i pintor francès que acaba d'ingressar al penal, es dedica a fer previsions i no s'equivoca mai. En Joe de seguida l'ha "convidat" a tenir una visió de fugida, en un futur ben pròxim. Els Dalton ja es veuen lliures i rics, però és evident que les visions no es poden forçar! |                |                                                                                |                                   |                                  |                         |                          |
| 65 | 65             | «Una gran amistat» «Une solide amitié»                                         | Michel Coulon                     | Matthieu Pitschon                | 6 de setembre de 2012   | 5 de maig de 2011        |
| En Joe s'ha fet molt amic d'un nou reclús que és un gegant amb una força bruta que fa por. Amb el físic d'en Colós i la intel·ligència d'en Joe l'evasió està assegurada. Llàstima que el que havia de ser una fugida brutal, aviat es convertirà en una pel·lícula de King Kong! Ara només falta que King Kong es converteixi en un setciències!                                                                         |                |                                                                                |                                   |                                  |                         |                          |
| 66 | 66             | «Divuit forats per als quatre Dalton» «18 trous pour 4 Dalton»                 | Yves Coulon i Charles Vaucelle    | Matthieu Pitschon                | 7 de setembre de 2012   | 11 de maig de 2011       |
| En Joe ha convençut en Peabody que es mereix tenir un camp de golf per ell sol, a l'exterior de la presó, és clar. També s'ha ofert per construir-lo ell mateix, el camp de 18 forats. Ben mirat, els germans Dalton hi tenen molta experiència, en això de fer forats. A més, també faran de recollidors de pilotes. Avui ho tenen tot de cara per fugir!                                                                |                |                                                                                |                                   |                                  |                         |                          |
| 67 | 67             | «El passadís secret» «Le passage secret»                                       | Yves Coulon                       | Jean Cayrol                      | 10 de setembre de 2012  | 5 de maig de 2011        |
| En Joe ha somiat que s'escapava amb els seus germans per un passadís secret. L'endemà al matí, la Betty els ha parlat de l'existència d'un passadís secret que va construir el primer director del penal, Lord Morton. Però en Joe ara no recorda bé el somni i no sap on era el passadís. Molt fàcil, tornarà a tenir el somni i llestos! Apa, Joe, a somiar!                                                            |                |                                                                                |                                   |                                  |                         |                          |
| 68 | 68             | «Els Dalton es retoquen la cara» «Les Dalton se refont une beauté»             | Yves Coulon i Charles Vaucelle    | Céline Gobinet                   | 11 de setembre de 2012  | 5 de maig de 2011        |
| L'arribada d'en Johnny Bisturí, un cirurgià plàstic de San Francisco que ha estat condemnat per exercici il·legal de la medicina, ha donat una altra idea genial a en Joe. Li demanaran que els faci unes cares que inspirin amor i confiança, així els guardes se'n refiaran i es podran escapar. Llàstima que això de canviar de cara no sigui tan fàcil com sembla!                                                    |                |                                                                                |                                   |                                  |                         |                          |
| 69 | 69             | «El bruixot Bruscot» «Le serment des Dalton»                                   | Yves Coulon                       | Yann Provost                     | 12 de setembre de 2012  | 11 de maig de 2011       |
| En Joe ha convençut el Bruixot Bruscot, un indi amb molts poders que acaba d'ingressar a la presó, perquè els ajudi a fugir. Abans, però, els Germans Esglaonats hauran d'adoptar l'autèntica cultura índia. Això vol dir que hauran d'aprendre a caçar bisons, entendre el llenguatge ancestral, vèncer la por i desafiar el cel... Que no els passi res!                                                                |                |                                                                                |                                   |                                  |                         |                          |
| 70 | 70             | «La reencarnació» «La réincarnation»                                           | Jean-François Henry               | Launret Jennet                   | 13 de setembre de 2012  | 6 de maig de 2011        |
| Després d'escoltar la conferència d'en Llop Boig sobre la reencarnació, en Joe ha tingut una altra idea de les seves: es moriran, es reencarnaran tots quatre en pedres, sortiran del penal, es "desreencarnaran" en ells mateixos i seran lliures. La pega és que l'Averell no ha sentit part del pla, s'ha trobat tres pedres i ara està convençut que són els seus germans!                                            |                |                                                                                |                                   |                                  |                         |                          |
| 71 | 71             | «En Joe el funàmbul» «Joe le funambule»                                        | Olivier Jean-Marie                | Céline Gobinet                   | 14 de setembre de 2012  | 9 de maig de 2011        |
| Amb l'arribada del telègraf al penal s'haurà d'instal·lar un cable que sortirà del patí i anirà fins a l'altra punta del país. En Joe té clar que és la manera perfecta per fugir, però primer haurà d'aprendre a fer de funàmbul. L'altre problema és que hi ha altres presos que també han pensat el mateix... i al cable hi ha cua i tot! De totes maneres, això del telègraf és un invent genial!                     |                |                                                                                |                                   |                                  |                         |                          |
| 72 | 72             | «Enganyifes» «Trompe-l'œil»                                                    | Yves Coulon                       | Andres Fernandez                 | 17 de setembre de 2012  | 9 de maig de 2011        |
| En Joe s'acaba d'adonar que el talent de pintor de l'Averell els podria ajudar a fugir. El pla és molt senzill: pintarà la porta de mur i el mur de porta, i mentre els guardes vigilin la porta de mentida, pensant-se que és la bona, els Dalton obriran el pany d'un mur que, de fet, serà la porta. Mans a la feina, artista, que a fora del penal hi falta gent!                                                     |                |                                                                                |                                   |                                  |                         |                          |
| 73 | 73             | «Els Dalton aixequen el vol» «Le vol de trop»                                  | Vincent Bonjour                   | Jean-Luc Abiven                  | 18 de setembre de 2012  | 10 de maig de 2011       |
| En Joe s'ha adonat que la cigonya que ha instal·lat el niu al penal és prou grossa per transportar-los a tots quatre per damunt dels murs de la presó. A més, ho tindran molt fàcil, perquè s'ha fet molt amiga de l'Averell i obeeix totes les ordres que li dona. El que no sap en Joe és que aquesta cigonya és un dels animals sagrats de la tribu dels Braços Plegats!                                               |                |                                                                                |                                   |                                  |                         |                          |
| 74 | 74             | «El fill de la jungla» «Le fils de la jungle»                                  | Michel Coulon                     | Matthieu Pitschon                | 19 de setembre de 2012  | 10 de maig de 2011       |
| En Joe ha conegut el fill de Lord Greastoke, un aristòcrata que es va criar a la selva. A causa del seu passat salvatge, aquest Tarzan és més fort que un lleó, més ràpid que un cavall i més àgil que un mico! I en Joe, és clar, és més murri que una guilla i l'ha convençut perquè els ajudi a fugir. Aquesta vegada serà bufar i fer ampolles!                                                                       |                |                                                                                |                                   |                                  |                         |                          |
| 75 | 75             | «El temple asteca» «Les Dalton font le mur»                                    | Charles Vaucelle i Yves Coulon    | Matthieu Pitschon                | 20 de setembre de 2012  | 16 de maig de 2011       |
| L'últim túnel dels Dalton els ha portat fins a una tomba dels asteques, però sense sortida. Més tard, en William ha desxifrat un pergamí que hi han trobat i resulta que és el plànol de la tomba de Quetzacualpa, un rei asteca, i que hi ha una sortida secreta! El que no saben és que la tomba és plena de trampes a l'estil Indiana Jones! Que no els passi res!                                                     |                |                                                                                |                                   |                                  |                         |                          |
| 76 | 76             | «L'ovni dels Dalton» «Un ovni pour les Dalton»                                 | Charles Vaucelle i Yves Coulon    | Matthieu Pitschon                | 21 de setembre de 2012  | 12 de maig de 2011       |
| Després d'una altra fugida, els Dalton s'han trobat una nau espacial enmig del desert amb un extraterrestre que té la missió d'estudiar el planeta Terra. Més tard, en Peabody els ha tornat a enxampar i, com que ha considerat que l'alienígena era còmplice dels Dalton, l'ha tancat a la mateixa cel·la que ells. Però en Joe encara té l'ovni, i la fugida és imminent!                                              |                |                                                                                |                                   |                                  |                         |                          |
| 77 | 77             | «Els reis del ring» «Les rois du ring»                                         | Charles Vaucelle i Yves Coulon    | Andres Fernandez                 | 1 d'octubre de 2012     | 13 de maig de 2011       |
| En Musclito, el millor lluitador de Mèxic, acaba d'ingressar a la presó. Diuen que és capaç de llançar l'adversari a 10 metres d'altura amb una sola mà. I 10 metres és l'altura que tenen els murs del penal! En Joe ja li ha demanat que els faci classe de lluita, però sobretot de caigudes! Avui sí que sortiran volant, però potser amb unes quantes fractures!                                                     |                |                                                                                |                                   |                                  |                         |                          |
| 78 | 78             | «La sopa de pollastre» «Le coup du poulet»                                     | Yves Coulon                       | Matthieu Pitschon                | 5 d'octubre de 2012     | 16 de maig de 2011       |
| La tribu dels Braços Plegats ha convidat tots els presos a veure la cerimònia anual del Gran Condor Capamigdia. Un avorriment, segons en Joe. El que encara no sap és que els deixaran tastar la sopa del déu ocell, que segons la llegenda dona el poder de volar a tot aquell que en pren. Això ja no és tan avorrit! Ara només falta que la llegenda sigui veritat...                                                  |                |                                                                                |                                   |                                  |                         |                          |

### Temporada 2 (2013–2016)
| Núm. total | Núm. temporada | Títol                                                                  | Escrit per                            | Argument per         | Data d'emissió original | Data d'emissió al català |
| --- | -------------- | ---------------------------------------------------------------------- | ------------------------------------- | -------------------- | ----------------------- | ------------------------ |
| 79 | 1              | «L'art de ser un Dalton» «L'art d'être un Dalton»                      | Sébastien Guérout                     | Yoshimichi Tamura    | 29 d'abril de 2013      | 23 de desembre de 2013   |
| L'Averell ha fet una escultura tan sublim d'en Joe, que la senyoreta Betty ha organitzat una exposició a la ciutat perquè pugui expressar el seu talent amb tota llibertat. La paraula llibertat ha donat una idea igual de sublim a en Joe: l'Averell farà escultures de tots els germans i el dia de l'exposició, en lloc de les escultures, sortiran ells pintats com si fossin escultures! Un pla perfecte! O no?! |                |                                                                        |                                       |                      |                         |                          |
| 80 | 2              | «Aroma d'evasió» «Parfum d'évasion»                                    | Jean-Marc Lenglen                     | Lionel Brousse       | 6 de maig de 2013       | 24 de desembre de 2013   |
| Una mofeta ha entrat al penal i ha provocat un desori tan gran que tothom ha fugit corrents. A en Joe, en canvi, aquella pudor li ha recordat la colònia de la mama, i a més, li ha donat una idea genial! Si fan tots pudor de mofeta, ningú se'ls acostarà i podran sortir de la presó com si res. Abans, però, hauran de capturar la mofeta. I això ja no serà tan fàcil... |                |                                                                        |                                       |                      |                         |                          |
| 81 | 3              | «El justicier emmascarat» «Le justicier masqué»                        | Michel Coulon                         | Matthieu Pitschon    | 13 de maig de 2013      | 29 de gener de 2015      |
| Un misteriós cavaller mexicà que arriba al penal resulta ser un llegendari justicier emmascarat que defensa els oprimits. En Joe, veient una oportunitat de fugir, el convenç que els Dalton estan oprimits i empresonats injustament. |                |                                                                        |                                       |                      |                         |                          |
| 82 | 4              | «La terrorífica Jenny» «Jenny La Terreur»                              | Nicolas Gallet                        | Yoshimichi Tamura    | 20 de maig de 2013      | 27 de gener de 2015      |
| Porten al penal, fortament custodiada, la "Terrorífica Jenny", una presa-nena amb una traça extraordinària per escapar-se. En Joe, que veu que no se'n surt mai amb els seus plans de fugida, vol aprofitar l'arribada de la Jenny per escapar-se al mateix temps que ella. Però la nena vol fugir en solitari i no li fa cap gràcia que els Dalton la segueixin a tot arreu i li acabin esguerrant els intents d'evasió. |                |                                                                        |                                       |                      |                         |                          |
| 83 | 5              | «Un problema de talla» «Un problème de taille»                         | Jean-Marc Lenglen                     | Lionel Brousse       | 27 de maig de 2013      | 25 de desembre de 2013   |
| En Joe li ha dit a l'Averell que els seus plans són més bons perquè ell és petit i eixerit, en canvi, els plans de l'Averell són tots idiotes, perquè és gros i talòs. A l'Averell no se li ha acudit res més que comprar-li una poció que encongeix el Falcó Fabulós i ben aviat s'ha tornat de la mida d'una nina. Ara ho té més bé per pensar-se un bon pla! |                |                                                                        |                                       |                      |                         |                          |
| 84 | 6              | «El zoo dels Dalton» «Une sacrée ménagerie !»                          | Sébastien Guérout                     | Cédric Lécer         | 3 de juny de 2013       | 14 de gener de 2015      |
| Un llibre d'hipnosi d'en Mig cau en mans d'en Joe, que el vol fer servir per hipnotitzar els guardes, fer-los creure que són diferents animals i fugir del penal. Però en Joe sempre l'erra quan hipnotitza algú, la persona es pensa que és un animal diferent del que ell diu i hi ha uns embolics terribles. Al final, en Ming, que també sap hipnosi, s'enfronta a en Joe, en un combat a mort entre hipnotitzadors. |                |                                                                        |                                       |                      |                         |                          |
| 85 | 7              | «Encadenats a la bola» «Boulets et boulettes»                          | Jean-Marc Lenglen                     | Yoshimichi Tamura    | 10 de juny de 2013      | 23 de desembre de 2013   |
| La presó ha comprat un nou sistema de boles per als presos que estan connectades a un sistema de fils subterranis que envolten el penal. Si el pres surt del recinte invisible... sorpresa! Els Dalton estan més contents que mai, perquè amb aquest nou sistema les portes estan sempre obertes. I això, per ells, és una temptació massa difícil de resistir. |                |                                                                        |                                       |                      |                         |                          |
| 86 | 8              | «El cop de la girafa» «Le coup de la girafe»                           | Yves Coulon                           | Lionel Brousse       | 17 de juny de 2013      | 21 de gener de 2015      |
| En Joe té una idea genial: s'escaparan enfilant-se al coll llarguíssim d'un girafa. Compra per correu un animal d'una raça especial que creix molt de pressa. Però passa una cosa insòlita: la girafa s'estima molt en Joe i ell cada cop n'està més, de l'animal. L'Averell es mor de gelosia veient les atencions que el seu germà dedica a la Gigí. Quan per fi els quatre germans aconsegueixen evadir-se, a en Joe se li trenca el cor contemplant com els guardes fan presonera la seva gran amiga. |                |                                                                        |                                       |                      |                         |                          |
| 87 | 9              | «El geni trapella» «Coup de génie»                                     | Marie Eynard i Armand Robin           | Jean-Louis Champault | 24 de juny de 2013      | 13 de gener de 2015      |
| L'Averell troba enterrada una llàntia màgica, que confon amb una tetera, i de seguida en surt un geni disposat a concedir tres desitjos a cada un dels germans. En Joe fa callar l'Averell, que de seguida es posa a malgastar els seus desitjos, i demana un túnel. Però el túnel concedit no surt fora del penal o és massa petit i els Dalton no hi caben... En Joe no s'acaba d'entendre amb el geni, al principi, però finalment se surt amb la seva, són lliures i es poden tornar a dedicar a robar bancs. Fins que l'Averell la vessa, com sempre. |                |                                                                        |                                       |                      |                         |                          |
| 88 | 10             | «Catàstrofe al penal» «Catastrophe au pénitencier»                     | Jean-Marc Lenglen                     | Jean-Louis Champault | 1 de juliol de 2013     | 8 de desembre de 2016    |
| 89 | 11             | «Els Dalton a la pista» «En piste, les Dalton!»                        | Arnold Boiseau i Yves Coulon          | Yoshimichi Tamura    | 8 de juliol de 2013     | 6 de desembre de 2016    |
| Per entretenir els presos, el director Peabody porta al penal un circ amb pocs mitjans, que en comptes d'una fera té una vaca. A en Joe se li acut que els quatre germans Dalton poden suplantar-la ficant-se a dins d'una disfressa de vaca i fugir de la presó quan el circ se'n vagi. |                |                                                                        |                                       |                      |                         |                          |
| 90 | 12             | «Un pla reial» «Un plan royal !»                                       | Nicolas Gallet                        | Lionel Brousse       | 26 d'agost de 2013      | 14 de gener de 2015      |
| Al penal dels Dalton hi arriba la reina d'Anglaterra, acompanyada del seu mariscal. La reina troba molt graciós en Joe, cosa que a en Joe no li fa gens de gràcia. Però sí que aplaudeix el desig reial de ser testimoni d'una evasió de veritat. En Peabody s'hi avé, no li queda altre remei. I els Dalton fugen amb la carrossa reial. Però quan tot anava rodat, en Rantamplan els aixafa la guitarra. |                |                                                                        |                                       |                      |                         |                          |
| 91 | 13             | «El Travessaparets» «Le passe-muraille»                                | Marie Eynard                          | Matthieu Pitschon    | 23 de setembre de 2013  | 27 de gener de 2015      |
| Al penal hi arriba un pres nou: l'Emile, el "Travessa-parets". Ningú s'explica la capacitat d'aquest home per fugir de les presons fins que els Dalton descobreixen que té un cristall amb propietats màgiques que li permet traspassar els murs com si fos un fantasma. En Joe s'ho fa venir bé per pispar-li, però com farà travessar els germans? No li queda altre remei que, un cop ha passat, tirar el cristall a l'altra banda. Però de seguida s'embolica la troca. |                |                                                                        |                                       |                      |                         |                          |
| 92 | 14             | «Les cosines Dalton» «Les cousines Dalton»                             | Jean-Charles Fink                     | Lionel Brousse       | 7 d'octubre de 2013     | 6 de desembre de 2016    |
| Unes cosines dels Dalton van a veure els quatre germans al penal per oferir-los un tracte: els ajudaran a fugir si ells les ajuden a cobrar una herència que només poden obtenir amb la firma d'un home que es faci passar pel seu pare. Però, com a bones Dalton, les cosines tenen cops amagats. |                |                                                                        |                                       |                      |                         |                          |
| 93 | 15             | «El contrari d'un indi» «Le contraire d'un indien»                     | Jean-Charles Fink                     | Jean-Louis Champault | 11 de novembre de 2013  | 8 de gener de 2015       |
| L'Averell ha decidit tornar-se com en Balla-amb-nyus, que és un indi que ho fa tot al revés. En Joe s'ha adonat que des que el seu germà diu el contrari del que vol dir, el Rantamplan l'entén i li fa cas. I com que ningú no se'n malfiarà, del pobre Rantamplan, l'únic que han de fer és dir-li que vagi a pispar les claus del penal. Bufar i fer ampolles! |                |                                                                        |                                       |                      |                         |                          |
| 94 | 16             | «Es busquen quatre nois guapos» «Quatre beaux gosses pour une évasion» | Jean-Marc Lenglen                     | Lionel Brousse       | 9 de desembre de 2013   | 9 de gener de 2015       |
| El govern ha encarregat a un dissenyador de moda que doni un look nou als uniformes dels presos. L'Averell està encantat, però a en Joe la cosa no li fa fred ni calor. Però canvia d'opinió ràpidament quan s'assabenta que d'entre els presos seleccionaran quatre models per presentar la col·lecció a tot el país: l'evasió està assegurada! El problema és que tots els presos volen que els triïn a ells! S'ha de passar la prova de la passarel·la: cal caminar amb gràcia, moure els malucs i fer una mirada seductora. L'Averell, el més sensible dels germans, com ja sabem, prepara els altres tres perquè desfilin amb estil... |                |                                                                        |                                       |                      |                         |                          |
| 95 | 17             | «L'àngel de la guarda dels Dalton» «Dalton avec deux ailes»            | Yves Coulon                           | Matthieu Pitschon    | 14 de gener de 2014     | 24 de desembre de 2013   |
| L'Averell ha confessat a en Joe que a ell no li passa mai res perquè té un àngel de la guarda. En Joe, quan se l'ha trobat de cara, li ha demanat que li deixés els poders només un dia per poder fugir de la presó. A l'àngel no li ha semblat pas mala idea, però tampoc li ha explicat que això té efectes secundaris. Uns efectes, si més no, sorprenents. |                |                                                                        |                                       |                      |                         |                          |
| 96 | 18             | «La mongetera màgica» «Roule ma poule !»                               | Michel Coulon                         | Lionel Brousse       | 25 de febrer de 2014    | 6 de desembre de 2016    |
| Inspirat després de llegir el conte "En Jack i la mongetera màgica", l'Averell li compra unes mongetes màgiques a en Falcó Fabulós. Increïblement, les mongetes funcionen i en brota una mongetera que porta els Dalton a un país de fantasia, però no tan ideal com ells s'esperen. |                |                                                                        |                                       |                      |                         |                          |
| 97 | 19             | «Fallades de memòria» «Trous de mémoire»                               | Hervé Nadler                          | Lionel Brousse       | 3 de març de 2014       | 16 de gener de 2015      |
| En aquest episodi, en Joe rep una trompada d'un boxador, en Torpedo Miffin, i perd la memòria. No reconeix els seus germans, es pensa que ell és un ciutadà honrat i no s'explica què hi fa a la presó. Quan els Dalton se les empesquen per fugir, es posen a robar bancs per veure si en Joe recupera la memòria fent "el que més li agradava fer" abans. Llavors en Peabody envia el boxador a capturar els germans. |                |                                                                        |                                       |                      |                         |                          |
| 98 | 20             | «Penjats al cactus» «Sur un cactus perché»                             | Nicolas Gallet                        | Jean-Louis Champault | 4 de març de 2014       | 26 de desembre de 2013   |
| Els Dalton per fi han pogut fugir del penal amagant-se dins d'un cotxe de morts. La mala sort que els persegueix ha fet que caiguessin per un penya-segat i anessin a parar damunt d'un cactus gegant. Ara són lliures, però estan més atrapats que mai. L'Averell ha proposat de construir un carro-de-morts-còpter. Ara només falta saber on aterraran! |                |                                                                        |                                       |                      |                         |                          |
| 99 | 21             | «La teranyina dels Dalton» «Les Dalton tissent leur toile»             | Yves Coulon                           | Matthieu Pitschon    | 5 de març de 2014       | 8 de desembre de 2016    |
| En una visita al poblat dels Braços Plegats, els presos del penal descobreixen que els indis tenen unes aranyes que teixeixen amb un fil ultra resistent. En Joe en roba una per aprofitar-ne el fil per fugir de la presó, però, com sempre, li sortiran uns quants imprevistos. |                |                                                                        |                                       |                      |                         |                          |
| 100 | 22             | «La fúria dels Dalton» «La fureur du Dalton»                           | Jean-Marc Lenglen                     | Thomas Astruc        | 6 de març de 2014       | 12 de gener de 2015      |
| Quin escàndol! Un xinès vell i pansit s'ha assegut al lloc del pati del penal on els Dalton s'asseuen sempre. En Joe li diu que marxi amb el seu estil de perdonavides, però el xinès ni s'immuta. Els Dalton li salten a sobre, però al cap d'un segon són tots a terra. Alça aquí! La tècnica del xinès, "la pinya celestial", és d'allò més eficaç! En Joe comença a pensar... si l'ancià xinès, que es diu Wi Lee, els ensenya a lluitar, els guardes no els podran aturar pas... |                |                                                                        |                                       |                      |                         |                          |
| 101 | 23             | «Cactus Joe»                                                           | Jean-Marc Lenglen                     | Lionel Brousse       | 7 de març de 2014       | 3 de març de 2015        |
| En Joe s'empesca un pla per fugir, que consisteix a disfressar-se de cactus per confondre's amb el paisatge aprofitant una sortida amb els guàrdies per anar a picar pedra. Però aquesta indumentària vegetal els portarà a tots plegats més maldecaps dels que es pensen. |                |                                                                        |                                       |                      |                         |                          |
| 102 | 24             | «La veu és lliure» «La voix est libre»                                 | Sébastien Cuérout                     | Matthieu Pitschon    | 14 de març de 2014      | 13 de gener de 2015      |
| La Greta Wunderbar, la famosa cantant d'òpera austríaca, que està en una gira internacional, s'atura al penal. La seva veu és tan aguda que fa esquerdar el terra fins a la paret, quan arriba a certes notes. Bona cosa per en Joe, que prova de fer que la diva canti al costat dels murs del penal, amb l'esperança que s'obri una nova esquerda! Però després que en Rantamplan cometi un error fatal, la cantant perd la veu: quin desastre! |                |                                                                        |                                       |                      |                         |                          |
| 103 | 25             | «Els Dalton ho tenen pelut» «Les Dalton se font les cheveux»           | Jean-Marc Lenglen                     | Jean-Louis Champault | 25 d'abril de 2014      | 6 de desembre de 2016    |
| En Falcó Fabulós ven un remei miraculós per fer créixer els cabells i en Joe, com sempre, s'empesca un dels seus plans genials per fugir del penal: fer-se créixer una cabellera ben llarga que serveixi de corda per saltar el mur cap a la llibertat. |                |                                                                        |                                       |                      |                         |                          |
| 104 | 26             | «Els Dalton naveguen per la xarxa» «Les Dalton surfent sur le réseau»  | Yves Coulon                           | Matthieu Pitschon    | 5 de maig de 2014       | 16 de gener de 2015      |
| Els Dalton volen escapar-se enviant un telegrama fals al director en què s'ordena que els alliberin. Però, accidentalment, acaben a dins de la xarxa telegràfica. L'Averell és l'únic que està a fora i que els pot ajudar. Però quan explica on són els seus germans, ningú se'l creu ...tret de la senyoreta Betty, que també s'introdueix a la xarxa! |                |                                                                        |                                       |                      |                         |                          |
| 105 | 27             | «Els Dalton van al balneari» «Les Dalton ont la forme»                 | Jean-Marc Lenglen                     | Jean-Louis Champault | 9 de juny de 2014       | 8 de desembre de 2016    |
| En Joe s'empesca un dels seus plans per evadir-se: fer veure que els Dalton estan cansats i estressats perquè els traslladin a un penal balneari, des d'on teòricament serà més fàcil escapar-se. Però l'estada a l'establiment no anirà ben bé com estava previst. |                |                                                                        |                                       |                      |                         |                          |
| 106 | 28             | «La bella i les bèsties» «La belle et les bêtes»                       | Jean-Marc Lenglen                     | Matthieu Pitschon    | 7 de juliol de 2014     | 14 de gener de 2015      |
| Arriba al penal la Nelly Rocket, la millor caçadora de l'oest. Necessita quatre portadors per atrapar un monstre que han vist per la rodalia. Els Dalton s'hi apunten de seguida, amb la idea de no tornar més al penal. En un primer moment aconsegueixen desempallegar-se de la Nelly, però no se'n surten gens bé, tot sols, pels boscos. I la Nelly descobreix que el monstre no és cap monstre. |                |                                                                        |                                       |                      |                         |                          |
| 107 | 29             | «Els Dalton son uns superdotats» «Les Dalton sont surdoués»            | Yves Coulon                           | Jean-Louis Champault | 8 de juliol de 2014     | 8 de gener de 2015       |
| El governador ha decidit fer un examen al penal per oferir la possibilitat als presos més brillants d'anar a la universitat. Els Dalton no han trepitjat mai cap escola i en Joe no té ni disciplina ni gaire paciència per estudiar, però veu que poder anar a la universitat, on no hi ha barrots, és el passaport per a la llibertat. L'única manera de passar l'examen de selecció és... copiant! |                |                                                                        |                                       |                      |                         |                          |
| 108 | 30             | «La inspectora Dalton» «Inspecteur Dalton»                             | Charles Vaucelle i Yves Coulon        | Matthieu Pitschon    | 9 de juliol de 2014     | 15 de gener de 2015      |
| El penal ha de passar una inspecció i hi arriba l'inspector de presons, que resulta ser ni més ni menys que la mare Dalton. En Joe ha alliçonat els seus germans perquè sabotegin els intents del director que el penal estigui ben net i polit. Vol que l'inspector el faci tancar. L'Averell, al veure que la inspectora és la seva mare, arregla els desastres dels seus germans. I en Joe se sent traït quan descobreix que la seva mare és inspectora de presons. Però la mare és una impostora i ha vingut a treure'ls del penal. |                |                                                                        |                                       |                      |                         |                          |
| 109 | 31             | «Els Dalton i el fantasma» «Ramon le fantôme»                          | Jean-Marc Lenglen                     | Lionel Brousse       | 10 de juliol de 2014    | 25 de desembre de 2013   |
| El coronel Ramon, un personatge molt famós que arrossega una maledicció i que és capaç de travessar murs, ha aparegut al penal i en Joe l'ha convençut perquè aprofiti els seus poders per trobar-los un forat per poder fugir. La Betty i en Peabody, encara que es pensin que és un fantasma, també van darrere del coronel... i dels germans Dalton, és clar! |                |                                                                        |                                       |                      |                         |                          |
| 110 | 32             | «El pastís dels Dalton» «C'est du gâteau»                              | Sébastien Guérout                     | Stéphane Annette     | 11 de juliol de 2014    | 15 de gener de 2015      |
| El cuiner del penal està desbordat amb el banquet d'aniversari del poble veí. I no sap ni si podrà fer el pastís. En Joe de seguida s'ofereix voluntari per fer-lo, amb la idea que sigui buit per dins i els serveixi per fugir, quan se l'emportin al poble. Però hi ha un altre grup de presos que han tingut la mateixa idea. I hi acaba havent un dol entre els dos equips de pastissers. |                |                                                                        |                                       |                      |                         |                          |
| 111 | 33             | «El concurs dels Dalton» «Les Dalton font de l'audimat»                | Yves Coulon                           | Alexandre Ulmann     | 14 de juliol de 2014    | 26 de desembre de 2013   |
| En Kevin, un amic de Hollywood d'en Peabody, l'ha convençut per organitzar un reality show al penal. El públic, amb telegrames, decidirà qui serà el guanyador. I el primer premi serà la llibertat! En Joe té clar que per una vegada no s'hauran d'escapar, sinó que sortiran per la porta gran! Abans, però, s'hauran de tornar bones persones perquè els votin! I això com es fa?! |                |                                                                        |                                       |                      |                         |                          |
| 112 | 34             | «Els Dalton fan de bombers» «Au feu les Dalton»                        | Jean-Marc Lenglen                     | Matthieu Pitschon    | 15 de juliol de 2014    | 1 de gener de 2014       |
| Per atendre les noves normes de seguretat, la senyoreta Pimpam té la missió de formar un cos de bombers voluntaris entre els presidiaris. Els Dalton s'hi han presentat els primers, i és que en Joe té un pla que no pot fallar. Calaran foc al despatx d'en Peabody, agafaran la clau del penal, pujaran al carro dels bombers i tocaran el dos. Un pla perfecte! |                |                                                                        |                                       |                      |                         |                          |
| 113 | 35             | «Un mal pla» «Mauvais plan»                                            | Nicolas Gallet                        | Lionel Brousse       | 16 de juliol de 2014    | 27 de desembre de 2013   |
| L'Averell ha somiat que fugia del penal per un laberint subterrani i n'ha dibuixat el plànol a l'esquena d'en Joe. Fins aquí tot perfecte, però és que resulta que avui és el dia de la dutxa anual d'en Joe! Una dutxa que mirarà d'ajornar tant com pugui, mentre els seus germans busquen la manera de salvar el plànol. Una bona solució seria fer-li un tatuatge! |                |                                                                        |                                       |                      |                         |                          |
| 114 | 36             | «El titellaire» «Le marionnettiste»                                    | Denis Lima i Yves Coulon              | Stéphane Annette     | 17 de juliol de 2014    | 27 de desembre de 2013   |
| L'Averell ha comprat una nina amb poders al Falcó Fabulós. Només cal posar un pèl d'algú damunt de la nina i li pots fer fer tot el que vulguis. En Joe té clar que aquesta nit la seva simpàtica nineta manarà al director del penal que els alliberi. D'entrada, sembla que és un pla perfecte, però al Rantamplan també li agraden les nines, i encara no hi ha dit la seva! |                |                                                                        |                                       |                      |                         |                          |
| 115 | 37             | «El gos ideal» «Un mal de chien»                                       | Michel Coulon                         | Lionel Brousse       | 18 de juliol de 2014    | 15 de gener de 2015      |
| El director, davant de la incompetència d'en Rantamplan a l'hora de complir les seves tasques de vigilància, compra un gos guardià -en Geronimo- especialment ensinistrat per vigilar els Dalton, a en Llop Boig. Els Dalton miren de fer-se'n amics i enredar-lo, però no se'n surten. L'únic punt feble d'en Geronimo és una joguina, un os de goma, pel qual té un autèntic deliri. En Joe ho aprofita per al seu pla d'evasió. |                |                                                                        |                                       |                      |                         |                          |
| 116 | 38             | «Els Dalton a la lluna» «Les Dalton sont dans la lune»                 | Nicolas Gallet                        | Stéphane Annette     | 21 de juliol de 2014    | 9 de gener de 2015       |
| Després de presenciar uns focs artificials espectaculars, l'Averell ha fet un coet, l'ha encès i ha enviat el Rantamplan al desert. En Joe, que no perd pistonada, li ha dit que fes un coet més gros per fugir tots plegats. El millor del cas és que ha funcionat! El pitjor, que no tenen ni volant ni frens i han arribat fins a la Lluna, per descobrir que també hi ha presons! |                |                                                                        |                                       |                      |                         |                          |
| 117 | 39             | «Joes pertot arreu» «Il voit des Joe partout»                          | Jean-Marc Lenglen                     | Stéphane Annette     | 22 de juliol de 2014    | 30 de desembre de 2013   |
| En Peabody està molt estressat pels constants intents de fuga dels Dalton. De fet, ha reconegut que veu Joes pertot arreu. Això ha fet que en Joe tingués una altra idea de les seves. Faran creure a en Peabody que realment veu Joes pertot arreu, i quan estigui convençut que té al·lucinacions, s'escaparan amb tota la tranquil·litat del món. Un pla perfecte... O no?! |                |                                                                        |                                       |                      |                         |                          |
| 118 | 40             | «Els reis de la papiroflèxia» «Les rois du pliage»                     | Renaud Phillips                       | Matthieu Pitschon    | 23 de juliol de 2014    | 31 de desembre de 2013   |
| En el taller de papiroflèxia que ha organitzat la senyoreta Betty, l'Averell, sense voler, ha fet un avió de paper que ha sortit volant del penal. En Joe té clar que si en fa un de gegant, hi podran pujar tots i es podran escapar com si res. Abans, però, hauran d'arreplegar tots els papers de la presó i enganxar-los amb cola! Ah, i esperar-se que l'Averell acabi de fer un gatet per la Betty! |                |                                                                        |                                       |                      |                         |                          |
| 119 | 41             | «Raptarantamplan» «Raptarantanplan»                                    | Jean-Marc Lenglen                     | Jean-Louis Champault | 24 de juliol de 2014    | 16 de gener de 2015      |
| Els Dalton fan veure que segresten en Rantamplan per demanar després, en nom del segrestador fictici, que els intercanviïn amb el gos, i així quedar lliures. En Peabody s'oposa a fer tractes, però cedeix a la pressió de la senyoreta Betty i els guardes, que s'estimen la mascota del penal. Però quan es fa l'intercanvi, les coses se li compliquen de mala manera a en Joe! |                |                                                                        |                                       |                      |                         |                          |
| 120 | 42             | «Els Dalton es teletransporten» «Les Dalton se téléportent»            | Olivier Jean-Marie                    | Matthieu Pitschon    | 25 de juliol de 2014    | 2 de gener de 2014       |
| El Falcó Fabulós, que ha perdut tots els diners que tenia jugant al pòquer amb en Joe, li ha donat un estri que desplaça pedres per art de màgia. En Joe té clar que el farà servir per teletransportar-se fora del penal, però no té gaire clar com funciona l'aparell. El pitjor de tot, però, és que ha fet trampes amb les cartes per guanyar el Falcó Fabulós, i això li pot passar factura! |                |                                                                        |                                       |                      |                         |                          |
| 121 | 43             | «La guerra del pa» «La guerre du pain»                                 | Yves Coulon                           | Lionel Brousse       | 28 de juliol de 2014    | 3 de gener de 2014       |
| La tribu dels Ales Trencades venen pa al penal a un preu mot abusiu. En Joe, que no para mai de barrinar, ha proposat a la direcció de fer-se ells mateixos el pa i li han acceptat la idea. El seu pla és fer un pa gegant, dient que és un regal per als necessitats de la regió, amagar-s'hi a dins i fugir de la presó. Llàstima que els seus plans sempre vénen amb sorpresa... |                |                                                                        |                                       |                      |                         |                          |
| 122 | 44             | «Més murri que un mico» «Malin comme un singe»                         | Jean-Marc Lenglen                     | Lionel Brousse       | 29 de juliol de 2014    | 8 de gener de 2015       |
| En Joe té un altre pla per fugir, com sempre, però l'arribada d'un mico al penal ha fet que l'Averell, en William i en Jack, després de veure com el mico s'escapava de la seva gàbia, es refiïn més d'ell que no pas del seu germà. Si el mico ha pogut fugir, ells també podran, fent servir la seva tècnica! Avui, per variar, provaran el pla del mico, que és més intel·ligent que en Joe, tot s'ha de dir! |                |                                                                        |                                       |                      |                         |                          |
| 123 | 45             | «A dins d'en Rantamplan» «À l'intérieur de Rantanplan»                 | Yves Coulon                           | Stéphane Annette     | 30 de juliol de 2014    | 16 de gener de 2015      |
| En Joe compra per correspondència una màquina que és capaç de reduir qualsevol persona a una mida molt petita. Un cop miniaturitzats, els germans acaben sense voler al plat del menjar d'en Rantamplan. I comencen un periple per l'interior del cos del gos buscant una escapatòria cap a la llibertat. |                |                                                                        |                                       |                      |                         |                          |
| 124 | 46             | «Els Dalton entren en escena» «Les Dalton entrent en scène»            | Michel Coulon                         | Stéphane Annette     | 31 de juliol de 2014    | 8 de desembre de 2016    |
| Un director de teatre rus arriba al penal per representar Els germans Karamàzov amb la participació dels presos. Quan en Joe veu que l'obra és tan soporífera que fa adormir els guàrdies i tot, decideix que els Dalton hi actuïn per intentar escapar-se durant la funció, aprofitant la dormida general. |                |                                                                        |                                       |                      |                         |                          |
| 125 | 47             | «Els Dalton a l'obra» «Les Dalton en chantier»                         | Jean-Marc Lenglen                     | Lionel Brousse       | 1 d'agost de 2014       | 9 de gener de 2015       |
| En Peabody es vol fer un habitatge nou a dins del penal i els Dalton fan veure que són uns paletes de primera i que li faran. El pla d'en Joe és aprofitar la construcció per tapar el seu autèntic objectiu: foradar el mur del penal per escapar-se. Però l'Averell vol fer les coses ben fetes i es desespera amb el desinterès i la poca traça dels seus germans, que només volen cobrir l'expedient. |                |                                                                        |                                       |                      |                         |                          |
| 126 | 48             | «Els Dalton desmuntats» «Les Dalton en kit»                            | Yves Coulon                           | Stéphane Annette     | 4 d'agost de 2014       | 9 de gener de 2015       |
| En Joe ha fet tractes amb un nou pres, en Gründ Kikéa, àlies el Superdesmuntador, enginyer, capaç de desmuntar tot el que faci falta, fins i tot la porta del penal! Però en Joe encara ha tingut una idea més bona: que en Gründ faci servir les seves habilitats per desmuntar-los a ells i enviar-los en paquets a ca la mare. Un cop fora, es tornaran a muntar i seran lliures! Si tot va bé, és clar... |                |                                                                        |                                       |                      |                         |                          |
| 127 | 49             | «Els Dalton reboten» «Les Dalton rebondissent»                         | Jean-Marc Lenglen                     | Stéphane Annette     | 26 de setembre de 2014  | 20 de gener de 2015      |
| En Falcó Fabulós ha preparat una poció per donar energia als nens de la tribu índia i hi ha posat una nou per donar bon gust, però la nou es perd i va a parar al penal. En Rantamplan la troba per casualitat, la llepa i de cop és com si tingués una bombolla energètica que l'envoltés. Això provoca tot de maldecaps al director del penal, sobretot quan els Dalton aprofiten aquest estrany fenomen per mirar d'escapar-se. La senyoreta Betty mira d'ajudar en Peabody, però el director fa servir les idees d'ella com si fossin seves i encara la renya. La senyoreta Betty cada cop està més enrabiada. |                |                                                                        |                                       |                      |                         |                          |
| 128 | 50             | «Guardes, atureu els Dalton!» «Gardes, arrêtez les Dalton !»           | Renaud Phillips                       | Stéphane Annette     | 17 d'octubre de 2014    | 12 de gener de 2015      |
| Els Dalton es dirigeixen cap a la porta principal del penal disfressats de guardes. En Peabody els veu i els confon amb els membres d'un equip dels GIGSF: "Grup d'Intervenció dels Guardes Súper Forts", que ha de venir a entrenar els guardes del penal. En Pete i l'Emett estan captivats, s'enganxen com paparres als seus nous mentors i els segueixen a tot arreu. Una vegada que ha acabat la (ridícul i grotesca) sessió de preparació, els Dalton estan a punt d'anar-se'n quan salta l'alarma: els Dalton s'han escapat! Després d'un moment de pànic instintiu, els Dalton s'adonen que poden aprofitar el caos general (i la porta oberta!) per escapar-se sense que els vegin. Però els fitxen com a guardes de reforç per buscar... els Dalton! |                |                                                                        |                                       |                      |                         |                          |
| 129 | 51             | «El gegant» «C'est géant»                                              | Nicolas Gallet                        | Matthieu Pitschon    | 14 de novembre de 2014  | 12 de gener de 2015      |
| Els Daltons construeixen un robot gegant amb peces soltes que han trobat pel penal (de fet, el robot sembla un Dalton de llauna amb cargols i femelles). L'Averell controla els moviments del robot: té els braços i les cames units a un sistema rudimentari d'engranatges i cables. Els seus germans són al cap del gegant, des d'on en Joe dirigeix ?l'?Averell. El robot gegant sembra el pànic, destrossa la porta del penal i se'n va pel desert a grans gambades. Són lliureeees! Ai-ai! Un altre robot, encara més gran (que s'assembla a en Peabody) apareix del no-res i els diu que girin cua i tornin al penal. Tot seguit hi ha una batalla de titans metàl·lics. |                |                                                                        |                                       |                      |                         |                          |
| 130 | 52             | «El príncep del desert» «Le prince du désert»                          | Jean-Marc Lenglen                     | Mickaël Mérigot      | 5 de desembre de 2014   | 9 de gener de 2015       |
| El Príncep del Desert, que viatja per tot el món assegut tot cofoi al seu poderós camell, es presenta al penal i demana hospitalitat. La senyoreta Betty de seguida sucumbeix a l'encant dels seus bonics ulls (és l'únic que veiem d'ell, de fet). En Peabody està una mica gelós. El príncep obre el gep del seu camell, com si fos el maleter d'un cotxe, i en treu la seva tenda. Apa! Això dona una idea a en Joe: es disfressarà de príncep, ficarà els seus germans al gep del camell i bon vent i barca nova. Tal dit tal fet. Però el camell no es belluga de lloc. El noble animal només creu el seu noble amo. |                |                                                                        |                                       |                      |                         |                          |
| 131 | 53             | «Als Dalton els creixen els ullals» «Les Dalton ont les crocs»         | Yves Coulon                           | Matthieu Pitschon    | 9 de gener de 2015      | 12 de gener de 2015      |
| El marquès de Vlavlak arriba al penal i demana una habitació. En Peabody es pensa que deu ser un aristòcrata ric i el deixa entrar. Els Dalton estan desconcertats, qui és aquest paio embolicat en la llarga capa? No té un aspecte gaire saludable: està blanc com un llençols. En Peabody posa el marquès a dormir a la cel·la dels Dalton. Que estrany, el paio dorm en un taüt! En Joe es queixa, però quan veu com són de fortes les mandíbules del marquès, s'inspira: li faran tallar les reixes de les finestres, amb aquelles dentasses! El marquès s'hi avé amb una condició: els Dalton l'han d'ajudar a redecorar el penal i transformar-lo en un castell gòtic. Però sense miralls! Ni alls! Quin marquès més estrany... |                |                                                                        |                                       |                      |                         |                          |
| 132 | 54             | «L'estació de servei» «La station-service»                             | Jean-Marc Lenglen                     | Jean-Louis Champault | 20 de febrer de 2015    | 8 de desembre de 2016    |
| Un desviament en una carretera que està en obres fa que el penal es converteixi en una estació de servei. Els germans Dalton atenen els conductors que passen i fan de mecànics, i en Joe té un pla per fugir de la presó amagat en un carro. Com de costum, no li acabarà de sortir rodat del tot. |                |                                                                        |                                       |                      |                         |                          |
| 133 | 55             | «La vareta màgica» «Coup de baguette»                                  | Jean-Marc Lenglen                     | Stéphane Annette     | 27 de març de 2015      | 19 de gener de 2015      |
| En Falcó Fabulós llença una vareta màgica que li han donat en un congrés de bruixots que es pensa que és falsa. La vareta acaba anant a parar al penal i fa que les persones es converteixin en diferents objectes inanimats. En Joe de seguida vol aprofitar aquesta circumstància: un objecte inanimat pot sortir del penal sense aixecar sospites! Però no tot és tan fàcil. |                |                                                                        |                                       |                      |                         |                          |
| 134 | 56             | «Un pres model» «Un prisonnier modèle»                                 | Sébastien Guérout                     | Lionel Brousse       | 24 d'abril de 2015      | 13 de gener de 2015      |
| Els Dalton s'ho fan venir ve perquè tanquin en Peabody com si fos un pres. Ningú coneix la presó tan bé com ell, i en Joe se'n vol aprofitar. Es fa protector d'en Peabody, amb l'esperança d'escapar-se amb ell. Però en Peabody es nega taxativament a fugir. Escapar-se, ell? I un be negre! Ell és innocent i pensa demostrar-ho! |                |                                                                        |                                       |                      |                         |                          |
| 135 | 57             | «La ràfega de vent» «Coup de vent»                                     | Olivier Jean-Marie                    | Arthur Peltzer       | 29 de maig de 2015      | 13 de gener de 2015      |
| El temps està rúfol i ventós. En Joe veu com passen rodant els estepicursors i té una idea genial: ells també volaran amb el vent, com les boles de la planta! Els Dalton mostren un sobtat interès en el trenat dels joncs i la senyoreta Betty, encantada de la vida, organitza una classe de cistelleria. En Joe i els seus germans fan uns grans (i lleugers) cistells rodons. Amb el primer cop de vent, marxaran volant a dins dels cistells! Podran esquivar els caçapapallones dels guardes del penal? |                |                                                                        |                                       |                      |                         |                          |
| 136 | 58             | «Les mares emboliquen la troca» «Maman, j'ai raté l'évasion»           | Yves Coulon                           | Alexandre Viano      | 9 de juny de 2015       | 21 de gener de 2015      |
| La mare del director i la dels germans Dalton arriben al penal per visitar els seus respectius fills. En Joe de seguida busca fer quedar malament en Peabody davant de la seva mare i quan aquesta es va a queixar al director, la mare d'en Peabody li proposa que els seus fills facin de directors mentre el seu fill farà de pres i s'escaparà del penal. El pobre Peabody s'hi ha d'avenir, perquè no li vol portar la contrària a la seva mare, però de seguida lamenta haver canviat de papers amb els Dalton. La senyoreta Betty i en Pete i l'Emett tampoc el tracten gaire bé, per acabar-ho d'arreglar. |                |                                                                        |                                       |                      |                         |                          |
| 137 | 59             | «En Superaverell» «Averell qui valait super cher»                      | Yves Coulon                           | Sylvain Ciault       | 3 de juliol de 2015     | 30 de gener de 2015      |
| Uns científics al servei del govern creen un dispositiu per donar superpoders a qualsevol persona i crear un exèrcit invencible. Per provar el dispositiu, decideixen buscar voluntaris entre els presos, i el conillet d'Índies acaba sent l'Averell Dalton, amb uns resultats inesperats. |                |                                                                        |                                       |                      |                         |                          |
| 138 | 60             | «Un casament indi» «Mariage à l'indienne»                              | Jean-Marc Lenglen                     | Stéphane Annette     | 27 de juliol de 2015    | 26 de gener de 2015      |
| Durant una excursió cultural dels presos amb els guardes al poblat indi, en Joe entra sense voler a la tenda d'una noia índia. Com que la tradició dicta que qualsevol home que entra a la tenda d'una dona és com si li demanés matrimoni, ella reclama casar-se amb en Joe. En Joe accepta pensant que, d'aquesta manera, tindrà l'oportunitat d'escapar-se. Però els rituals indis de celebració del casament desbaraten contínuament els seus intents de fugida. |                |                                                                        |                                       |                      |                         |                          |
| 139 | 61             | «A l'abordatge!» «À l'abordage !»                                      | Jean-Marc Lenglen                     | Stéphane Annette     | 28 de juliol de 2015    | 23 de gener de 2015      |
| Unes pluges torrencials deixen la presó surant enmig d'una gran extensió d'aigua. El penal es converteix en un barco-presó, amb pal, popa i cofa... i els guardes i els presos passen a ser la tripulació. Els Dalton estan tan decidits com sempre a fugir... però el mal és que no saben nedar! Quan en Peabody embarca un pirata que ha naufragat, en Joe comença a forjar un pla. |                |                                                                        |                                       |                      |                         |                          |
| 140 | 62             | «Els Dalton a la gran pantalla» «Les Dalton crèvent l'écran»           | Michel Coulon                         | Matthieu Pitschon    | 29 de juliol de 2015    | 15 de gener de 2015      |
| El director organitza una sessió de cine al penal. Es projecta una pel·lícula de l'oest d'un bandit que fuig i un heroi que l'empaita. Els Dalton s'acaben ficant a la pel·lícula gràcies al tomahawk màgic que li pispen a en Falcó Fabulós i interaccionen amb els seus protagonistes. En Peabody, quan se n'adona, vol aturar la projecció. Però la senyoreta Betty el fa adonar-se que llavors s'arrisquen que els Dalton es quedin sempre més a dins de la pel·lícula. |                |                                                                        |                                       |                      |                         |                          |
| 141 | 63             | «Penal Hotel Palace» «Pénitencier palace hôtel»                        | Yves Coulon                           | Matthieu Pitschon    | 30 de juliol de 2015    | 2 de febrer de 2015      |
| Els Dalton proposen convertir el penal en un hotel per treure'n més rendiment econòmic. El director Peabody accepta la proposta, i els Dalton es posen a treballar servint els clients amb l'esperança d'escapar-se. Però, com sempre, la cosa es torça. |                |                                                                        |                                       |                      |                         |                          |
| 142 | 64             | «El parany del núvol» «Piège de guimauve»                              | Marie Eynard i Armand Robin           | Pierre Cerutti       | 31 de juliol de 2015    | 26 de gener de 2015      |
| En Joe està convençut que si és capaç de seduir la senyoreta Betty, ella els ajudarà a fugir de la presó. Als seus germans els ha sembla una idea genial i s'han posat tots a treballar per ensenyar-li el difícil art de la seducció. Però quan ets baixet, lleig i tan malcarat com en Joe, no és gens fàcil això de convertir-te en un Casanova. Si més no, ho intentaran... Tampoc no hi tenen res a perdre... O sí?! |                |                                                                        |                                       |                      |                         |                          |
| 143 | 65             | «L'avi Joe» «Ce bon vieux Joe»                                         | Jean-Marc Lenglen                     | Pierre Cerutti       | 7 d'agost de 2015       | 3 de febrer de 2015      |
| Després de quedar en llibertat gràcies a un decret del governador, en Joe decideix fer-se passar per un avi per tornar a entrar a la presó i alliberar els seus germans. La disfressa és tan bona, però, que ni els Dalton el reconeixen. |                |                                                                        |                                       |                      |                         |                          |
| 144 | 66             | «Els Dalton fan patates fregides» «Les Dalton ont la frite»            | Yves Coulon                           | Matthieu Pitschon    | 14 d'agost de 2015      | 8 de gener de 2015       |
| Després de descobrir que en Peabody té pànic a les patates fregides per culpa d'un trauma que va tenir de petit, en Joe s'ha enginyat el pla més elaborat de la seva vida. Es disfressaran tots quatre de patates fregides, apareixeran davant d'en Peabody com en un somni i s'escagarrinarà tant que farà tot el que li demanin, és a dir, obrir la porta del penal! |                |                                                                        |                                       |                      |                         |                          |
| 145 | 67             | «Un paradís infernal» «Un paradise d'enfer»                            | Nicolas Gallet                        | Arthur Peltzer       | 28 d'agost de 2015      | 30 de gener de 2015      |
| Intentant fugir del penal amb un coet, els Dalton s'estavellen i van a parar a l'infern, que descobreixen que és una altra presó on continuen sent presos. Finalment arriben al paradís, gràcies al bon cor de l'Averell, però ni tan sols allà són lliures. |                |                                                                        |                                       |                      |                         |                          |
| 146 | 68             | «Els Dalton es vacunen» «Les Dalton sont vaccinés»                     | Yves Coulon                           | Matthieu Pitschon    | 31 d'agost de 2015      | 8 de desembre de 2016    |
| En Joe intenta fer nitroglicerina en un laboratori secret per fer volar el penal. L'Averell es posa a tastar components i, sense voler, crea una poció que el fa tornar intel·ligent. En Joe, que no sap d'on li ve la intel·ligència al seu germà, decideix fer veure que ha trobat una vacuna contra la idiotesa i l'ofereix a en Peabody a canvi de la llibertat. |                |                                                                        |                                       |                      |                         |                          |
| 147 | 69             | «Sona, trompeta!» «Sonnez clairon !»                                   | Emmanuel Leduc i Tom Leduc            | Arthur Peltzer       | 1 de setembre de 2015   | 19 de gener de 2015      |
| Cavant al penal, l'Averell troba una trompeta. I resulta que és un instrument amb unes propietats sorprenents: emet unes ones que tiren a terra els murs més ferms. Immediatament, en Joe se serveix de la música de la trompeta del seu germà per fugir del penal i posar-se a atracar bancs. Però l'Averell estima la música i toca molt bé. I no es vol limitar a tocar les tres notes per enderrocar parets. |                |                                                                        |                                       |                      |                         |                          |
| 148 | 70             | «Un pla cavernícola» «Un plan cro-mignon»                              | Jean-Christophe Hervé i Claude Perrin | Lionel Brousse       | 2 de setembre de 2015   | 23 de gener de 2015      |
| En Peabody es clava un cop molt fort al cap que el deixa inconscient i, com que havia estat llegint llibres d'homes de les cavernes, es desperta pensant que ell n'és un. Perquè no tingui un ensurt que podria ser fatal, el metge aconsella a la senyoreta Betty que li segueixin el corrent. Els presoners i els guardes es vesteixen amb pells d'animals i fan grunyits. Els Dalton, mentrestant, miren d'escapar-se, com sempre, però se les han de tenir amb les habilitats caçadores atàviques d'en Peabody. |                |                                                                        |                                       |                      |                         |                          |
| 149 | 71             | «Els Dalton s'ensabonen» «Les Dalton se font mousser»                  | Hervé Nadler i Yves Coulon            | Pierre Cerutti       | 3 de setembre de 2015   | 6 de desembre de 2016    |
| En una classe de fabricació de sabó que organitza la senyoreta Betty, els Dalton descobreixen que el sabó es pot convertir en un explosiu. Armats amb un munt de pastilles, es posen a buscar l'ingredient que falta per tirar a terra la porta del penal i escapar-se, però no serà tan fàcil com es pensen. |                |                                                                        |                                       |                      |                         |                          |
| 150 | 72             | «Les germanes enemigues» «Les sœurs ennemies»                          | Sébastien Guérout                     | Lionel Brousse       | 4 de setembre de 2015   | 6 de desembre de 2016    |
| Al penal arriba una presidiària molt perillosa, la senyoreta Lucy, que resulta que és la germana bessona de la senyoreta Betty. En Joe Dalton creu que fent passar una germana per l'altra es podrà escapar, però, com de costum, li sortiran certs imprevistos. |                |                                                                        |                                       |                      |                         |                          |
| 151 | 73             | «La primera evasió» «Première évasion»                                 | Romain Canet i Clarie Espagno         | Pierre Cerutti       | 5 d'octubre de 2015     | 6 de desembre de 2016    |
| Un indi expert en hipnosi diagnostica que els Dalton fracassen sempre quan intenten fugir del penal perquè tenen un trauma infantil sense resoldre. Per curar-los, els fa reviure el seu primer intent d'evasió. |                |                                                                        |                                       |                      |                         |                          |
| 152 | 74             | «Gas a fons» «En quatrième vitesse»                                    | Michel Coulon                         | Lionel Brousse       | 6 d'octubre de 2015     | 8 de desembre de 2016    |
| En Henry Fard vol que els presos treballin en una cadena de muntatge per fabricar un automòbil i els ofereix com a recompensa portar els més treballadors a fer un passeig pel desert. En Joe veu l'oportunitat d'escapar-se aprofitant aquesta sortida i decideix treballar com mai. |                |                                                                        |                                       |                      |                         |                          |
| 153 | 75             | «Els Dalton i la tortuga» «Les Dalton et la tortue»                    | Yves Coulon                           | Pierre Cerutti       | 7 d'octubre de 2015     | 29 de gener de 2015      |
| Els Dalton disfressen l'Averell de tortuga i el fan passar per una espècie protegida. D'aquesta manera, tothom hauria de marxar del penal per deixar-li el seu hàbitat a la tortuga i els Dalton tindrien l'oportunitat de fugir. Però en Peabody vol fer diners amb la tortuga i la ven a un zoo. Mentrestant, els altres tres Dalton, que també s'havien disfressat de tortuga, acaben amb l'Averell al zoo. |                |                                                                        |                                       |                      |                         |                          |
| 154 | 76             | «L'Averell es queda glaçat» «Averell jette un froid»                   | Philippe Clerc                        | Arthur Peltzer       | 8 d'octubre de 2015     | 6 de desembre de 2016    |
| En Falcó Fabulós els explica als presos que els Ales Trencades tenen un càntic especial per congelar-ho tot que els serveix per caçar i conservar els aliments. En Joe vol aprofitar aquest càntic per congelar els guàrdies i escapar-se, però ho tindrà més difícil del que es pensa. |                |                                                                        |                                       |                      |                         |                          |
| 155 | 77             | «Una corrida per als Dalton» «Corrida pour les Dalton»                 | Olivier Jean-Marie                    | Lionel Brousse       | 9 d'octubre de 2015     | 19 de gener de 2015      |
| Al penal hi arriba un pres andalús, el senyor Jamón y Quesos. En Peabody vol aprofitar la seva visita per muntar una corrida de toros... amb bisons. Però la senyoreta Betty està per la defensa dels animals i en contra dels espectacles taurins. En Joe té una idea per evadir-se amb els seus germans: s'enfilaran dalt del bisó, en plena corrida, i fugiran. Però primer han de passar les proves per ser "bisonteros". |                |                                                                        |                                       |                      |                         |                          |
| 156 | 78             | «Els Dalton i el drac» «Les Dalton et le Dragon»                       | Yves Coulon                           | Matthieu Pitschon    | 2 de novembre de 2015   | 21 de gener de 2015      |
| En Joe té un pla nou d'evasió: fer un forat molt fondo davant del mur per poder-lo travessar amb un túnel per sota sense topar amb els fonaments. Però amb qui topa és amb un drac i un viking congelats a dins d'un glaçó gegant. Els Dalton aconsegueixen portar el glaçó a la superfície, perquè el sol el fongui, i el viking i el drac reviuen. En Joe aprofita el drac volador per fugir. Però al viking no li fa cap gràcia que s'aprofitin del seu drac. |                |                                                                        |                                       |                      |                         |                          |
| 157 | 79             | «L'Averell, el dels dits d'or» «Averell aux doigts d'or»               | Mattieu Choquet i Léonie de Rudder    | Stéphane Annette     | 3 de novembre de 2015   | 20 de gener de 2015      |
| En Falcó Fabulós i en Llop Boig es presenten al penal a vendre objectes indis. Entre la quincalla hi ha un collaret que té propietats màgiques i l'Averell se l'emporta tot despistat. Des d'aquell moment, el més alt dels germans Dalton es converteix en una mena de rei Mides, perquè tot el que toca es transforma en or. Però això té inconvenients greus. I l'Averell ben aviat maleeix el seu destí |                |                                                                        |                                       |                      |                         |                          |
| 158 | 80             | «Els germans coiot» «Frères coyotes»                                   | Philippe Clerc                        | Lionel Brousse       | 4 de novembre de 2015   | 8 de desembre de 2016    |
| El doctor Schwartzenkopf visita el penal per ajudar els presos a trobar la seva autèntica vocació i refer la seva vida. El seu tractament funciona tan bé que el director Peabody descobreix la seva vocació de director de zoo i arriba a creure's que els Dalton són uns coiots. En Joe li segueix la veta amb l'esperança que els deixi anar. |                |                                                                        |                                       |                      |                         |                          |
| 159 | 81             | «Els Dalton són de goma» «Les Dalton se plient en quatre»              | Jean-Marc Lenglen                     | Pierre Cerutti       | 5 de novembre de 2015   | 21 de gener de 2015      |
| La senyoreta Betty fa classes de ioga als presos i, com que es troba que els falta flexibilitat, li demana un xarop especial a en Falcó Fabulós per ajudar-los. En Joe aprofita les propietats extraordinàries d'aquest xarop, que proporciona una elasticitat impressionant als quatre germans, per muntar un pla d'evasió. Però no tot són avantatges quan es tenen unes cames tan llargues i tan poc consistents. Ser de goma té els seus inconvenients. |                |                                                                        |                                       |                      |                         |                          |
| 160 | 82             | «Ballant amb bisons» «Danse avec les bisons»                           | Emmanuel Leduc i Tom Leduc            | Matthieu Pitschon    | 25 de novembre de 2015  | 22 de gener de 2015      |
| En Falcó Fabulós es presenta al penal per vendre tot un lot d'una beguda índia hiperenergètica feta a base d'essència de bisó que està fent estralls entre el jovent indi. Al penal tothom està molt apàtic perquè hi ha una onada de calor extrem. Però grpacies a la beguda hiperenergètica, els Dalton es posen a cavar un túnel a tota velocitat i fugen. El mal és que, quan per fi ja són lluny del penal, es troben que el baf rosa que els surt de la boca per culpa de la beguda índia atrau als bisons com si fos un elixir d'amor. Mentrestant, en Peabody i la senyoreta Betty van a protestar al poblat indi perquè per culpa de la beguda els Dalton s'han escapat. |                |                                                                        |                                       |                      |                         |                          |
| 161 | 83             | «Un pla sense falla» «Le plan sans faille»                             | Jean-Christophe Hervé i Claude Perrin | Matthieu Pitschon    | 15 de febrer de 2016    | 8 de desembre de 2016    |
| Al penal arriba un pres que és geòleg i explica als Dalton que sota la presó hi ha una falla, i que en qualsevol moment hi podria haver un terratrèmol que ensorrés l'edifici. En Joe decideix provocar el terratrèmol per fugir del penal, però el moviment sísmic que es desencadena té conseqüències imprevistes. |                |                                                                        |                                       |                      |                         |                          |
| 162 | 84             | «Els Dalton a la nòria» «Les Dalton font la roue»                      | Olivier Jean-Marie                    | Lionel Brousse       | 14 de març de 2016      | 20 de gener de 2015      |
| La senyoreta Betty té una idea perquè els presos no s'avorreixin tant al penal i proposa instal·lar-hi un parc d'atraccions. L'element més desatacat del parc és una nòria. I a en Joe de seguida se li acudeix la manera de fer servir la nòria pels seus plans d'evasió. Serà com una roda gegant que els portarà lluny del penal. Però quan per fi fugen rodant pel desert amb la nòria, la senyoreta Betty i en Rantamplan, que hi han pujat sense voler, queden marejats com sopes de fer tantes voltes! |                |                                                                        |                                       |                      |                         |                          |
| 163 | 85             | «Els conills Dalton» «Les lapins Dalton»                               | Philippe Clerc                        | Stéphane Annette     | 25 d'abril de 2016      | 28 de gener de 2015      |
| Els Dalton escolten una de les fórmules màgiques d'en Falcó Fabulós. Quan afegeixes el nom d'un animal a la fórmula, et fa entrar en el cos d'aquell animal. En Joe planeja que es convertiran en bisons i d'aquesta manera podran tirar a terra la porta del penal. Però s'equivoquen i acaben convertits en conills. I el mal és que els empaiten els coiots i, com que no se'n recorden de la fórmula, no poden tornar als seus cossos! |                |                                                                        |                                       |                      |                         |                          |
| 164 | 86             | «Els Dalton es fan un tip de riure» «Les Dalton rient à pleines dents» | Jean-Marc Lenglen                     | Christof LeFébure    | 23 de maig de 2016      | 30 de gener de 2015      |
| Una dentista arriba al penal per fer-los la revisió anual als presos. A en Joe Dalton se li acut utilitzar l'instrumental dental per foradar les parets i fugir, però una fuita d'òxid nitrós, també conegut com a gas hilarant, té unes conseqüències desastroses. |                |                                                                        |                                       |                      |                         |                          |
| 165 | 87             | «Problemes d'adolescents» «Mauvaises graines»                          | Nicolas Gallet                        | Christof LeFébure    | 29 de maig de 2016      | 3 de febrer de 2015      |
| Després de prendre una poció rejovenidora, la senyoreta Betty i els Dalton es converteixen en adolescents i, com que la presó només admet majors d'edat, s'han d'enfrontar al món exterior amb el seu aspecte juvenil. |                |                                                                        |                                       |                      |                         |                          |
| 166 | 88             | «Els Dalton, al sarró» «C'est dans la poche»                           | Michel Coulon                         | Olivier Derynck      | 3 de juny de 2016       | 4 de febrer de 2015      |
| El director del penal fa venir un cangur boxejador perquè els presos s'exercitin. Els Dalton es pensen que el podran utilitzar per escapar-se, però, com sempre, les coses no surten com estaven previstes. |                |                                                                        |                                       |                      |                         |                          |
| 167 | 89             | «El creuer dels Dalton» «La croisière, ça m'use»                       | Yves Coulon                           | Stéphane Annette     | 9 de juny de 2016       | 23 de gener de 2015      |
| El governador decideix donar vacances als presos i als guardes del penal, i tots plegats s'embarquen al vapor del capità Ahhaby. En teoria estan de vacances, però el capità els fa treballar fent les feines de la tripulació, perquè no en té. A en Joe no li fa cap gràcia, haver de pencar, i té més ganes que mai d'escapar-se. Però l'Ahhaby és un llop de mar molt murri i els Dalton s'han d'enfrontar a un medi que no coneixen: l'aigua. |                |                                                                        |                                       |                      |                         |                          |
| 168 | 90             | «Els Dalton estan als núvols» «Les Dalton sont sur un nuage»           | Jean-Marc Lenglen                     | Olivier Derynck      | 29 de juliol de 2016    | 6 de desembre de 2016    |
| En Joe té la pensada d'escapar-se del penal volant dalt d'un núvol i li demana a en Falcó Fabulós que li vengui algun objecte màgic per aconseguir-ho. Un cop els germans són dalt del núvol, comença una emocionant persecució aèria. |                |                                                                        |                                       |                      |                         |                          |
| 169 | 91             | «Fort Dalton»                                                          | Jean-Christophe Hervé i Claude Perrin | Stéphane Annette     | 29 d'agost de 2016      | 8 de desembre de 2016    |
| El general mexicà Santa Ana pren el penal dels Dalton amb el seu exèrcit per fer una demostració de força davant dels Estats Units i agafa com a ostatges els presos, els guàrdies, la senyoreta Betty i el director Peabody. Finalment, els germans Dalton i en Peabody aconsegueixen fugir per anar a demanar ajuda al president Ulysses Grant. |                |                                                                        |                                       |                      |                         |                          |
| 170 | 92             | «Seràs indi, fill meu» «Tu seras un indien mon fils»                   | Jean-Christophe Hervé i Claude Perrin | Olivier Reynal       | 5 de setembre de 2016   | 27 de gener de 2015      |
| En Pollet Espavilat, un noiet indi, ha de fer el seu ritual d'iniciació que consisteix en caçar quatre coiots, però com que en aquella època de l'any no n'hi ha, els germans Dalton s'ofereixen perquè els cacin a ells. En Joe vol aprofitar l'oportunitat de poder sortir del penal per fugir i pensa que un marrec indi no els ho podrà pas impedir. Però, un cop al desert, es troba que en Pollet Espavilat té més recursos dels que es pensava. |                |                                                                        |                                       |                      |                         |                          |
| 171 | 93             | «Els Dalton han volat!» «Pigeon vole !»                                | Mattieu Choquet i Léonie de Rudder    | Lionel Brousse       | 6 de setembre de 2016   | 26 de gener de 2015      |
| En un taller sobre la natura que fa la senyoreta Betty, en Joe s'assabenta que els coloms poden traginar fins a cinquanta cops el seu pes. Immediatament proposa construir un colomar al penal. Vol utilitzar els coloms per fugir volant de la presó. Encara bo que compta amb la traça musical de l'Averell per fer sonar com cal el xiulet que fa de reclam. Però el que no s'espera és que en Peabody i els guardes els empaitin amb àligues! |                |                                                                        |                                       |                      |                         |                          |
| 172 | 94             | «L'amulet dels Dalton» «Le porte-bonheur des Dalton»                   | Emmanuel Leduc i Tom Leduc            | Lionel Brousse       | 7 de setembre de 2016   | 22 de gener de 2015      |
| Arriba al penal un pres nou, en Pota de Conill, que porta bon sort a tot aquell a qui toca. En Joe ho veu i fa veure que es vol fer amic seu i protegir-lo. I de seguida se n'aprofita per fugir del penal i que tot li surti bé. Però quan en Pota de Conill s'adona que la bona sort dels Dalton causa la desgràcia a altres persones, s'hi acosta i de seguida que els toca sense voler es gira la truita. En Joe llavors s'encadena al seu amulet vivent perquè no li falli mai la bona sort. Al mateix temps, l'Averell està enfadat amb en Joe perquè li ha pres el seu amic, en Pota de Conill. |                |                                                                        |                                       |                      |                         |                          |
| 173 | 95             | «Els Dalton a primera plana» «Les Dalton en première page»             | Sébastien Guérout                     | Olivier Reynal       | 8 de setembre de 2016   | 27 de gener de 2015      |
| Arriba una premsa al penal. I un dels presos fa de periodista i s'encarrega de publicar un diari. En Joe té un pla: enganyarà el periodista donant-li una falsa primícia sobre una fugida pel desaigüe de la dutxa i, mentrestant, s'escaparan per una altra banda. El pla dona resultat, però el que no s'esperava en Joe és que el periodista s'ensumés que hi havia gat amagat i els seguís fins a l'amagatall del desert. |                |                                                                        |                                       |                      |                         |                          |
| 174 | 96             | «El tatano dels Dalton» «Le dada des Dalton»                           | Charles Vaucelle i Yves Coulon        | Pierre Cerutti       | 9 de setembre de 2016   | 4 de febrer de 2015      |
| Al penal hi ingressa un genet amb el seu cavall i en Peabody decideix organitzar una cursa hípica amb els Ales Trencades. En Joe té un pla per fugir amb l'ajuda del cavall, però l'animal no ho posarà gens fàcil. |                |                                                                        |                                       |                      |                         |                          |
| 175 | 97             | «La senyoreta Betty es rebel·la» «Miss Betty se rebelle»               | Clarie Espagno i Yves Coulon          | Stéphane Annette     | 3 d'octubre de 2016     | 28 de gener de 2015      |
| En Peabody es nega a donar-li vacances a la senyoreta Betty perquè pugui anar a visitar la seva germana. I ella es vesteix de justiciera emmascarada i segresta els Dalton. Si en Peabody no cedeix a les seves exigències, els alliberarà. Els germans s'avenen a participar en el pla i plantegen demandes cada cop més exagerades. L'objectiu és que en Peabody es planti i la senyoreta Betty els hagi d'alliberar. |                |                                                                        |                                       |                      |                         |                          |
| 176 | 98             | «La dolça velleta» «Roulez jeunesse !»                                 | Nicolas Gallet                        | Olivier Reynal       | 4 d'octubre de 2016     | 28 de gener de 2015      |
| En Peabody s'avé a la petició d'una dona gran que viu sola que hi vagin els Dalton a ajudar-la i a fer-li companyia. En Joe ja està a punt d'agafar la vella d'ostatge per poder tocar el dos quan descobreix que és amiga de la seva mare. O sigui que no li poden tocar ni un cabell. Quan la dolça velleta els diu d'anar a comprar al poble passant primer pel banc a treure diners, a en Joe se li il·lumina la cara. Però aquesta velleta té cops amagats! |                |                                                                        |                                       |                      |                         |                          |
| 177 | 99             | «El caça-recompenses» «Le chasseur de primes»                          | Emmanuel Leduc i Marie Eynard         | Matthieu Pitschon    | 5 d'octubre de 2016     | 23 de gener de 2015      |
| Un famós caça-recompenses, en James East de l'agència Pinkerton, apareix al penal buscant algun pres que l'informi del parador d'en Butch Cassidy. En Joe fa veure que sap on és l'amagatall del bandit i s'ofereix a guiar-hi el caça-recompenses. El pla és molt senzill: un cop fora del penal, tan bon punt l'East es despisti, ell i els seus germans tocaran el dos. Però esquivar la vigilància d'aquest cowboy no és gens fàcil! |                |                                                                        |                                       |                      |                         |                          |
| 178 | 100            | «Els Dalton es traslladen» «Les Dalton déménagent»                     | Philippe Clerc                        | Olivier Reynal       | 6 d'octubre de 2016     | 2 de febrer de 2015      |
| Un pres rep una notificació de trasllat a un altre penal de Califòrnia i els Dalton li prenen el document i el modifiquen perquè els traslladin a ells amb l'esperança d'escapar-se. Però el director Peabody els vigila personalment durant el trasllat i no pensa deixar que se surtin amb la seva. |                |                                                                        |                                       |                      |                         |                          |
| 179 | 101            | «Els Dalton legionaris» «Les Dalton légionnaires»                      | Philippe Clerc                        | Mickaël Mérigot      | 7 d'octubre de 2016     | 22 de gener de 2015      |
| El sergent Flint de la legió estrangera es presenta al penal per oferir als presos enrolar-se a la legió per cinc anys a canvi de perdonar-los la condemna. Els Dalton de seguida s'hi apunten pensant que tan bon punt el legionari es despisti, tocaran el dos. Però en Flint va enxampant en Joe en tots els intents que fa de fugir i sempre el castiga fent-li pelar patates. Mentrestant, en Peabody es comença a avorrir i a deprimir sense l'al·licient dels continus plans de fugida dels Dalton. |                |                                                                        |                                       |                      |                         |                          |
| 180 | 102            | «El testament de l'avi Dalton» «Le testament de pépé Dalton»           | Michel Coulon                         | Lionel Brousse       | 10 d'octubre de 2016    | 26 de gener de 2015      |
| Al penal arriba la notícia de la mort de l'avi dels Dalton i una taula estranya, que és l'herència que ha deixat a l'Averell. A través de la taula, el més alt dels germans es pot comunicar amb l'esperit de l'avi. I, com que els esperits poden fer bellugar coses, en Joe ho vol aprofitar perquè els faci sortir volant de la presó. Però l'Averell era l'únic que es portava bé amb l'avi i el seu esperit no té cap ganes d'ajudar els altres germans. |                |                                                                        |                                       |                      |                         |                          |
| 181 | 103            | «Un gra de sorra per als Dalton» «Un grain de sable pour les Dalton»   | Clarie Espagno i Yves Coulon          | Matthieu Pitschon    | 11 d'octubre de 2016    | 3 de febrer de 2015      |
| Els Dalton li compren una sorra màgica a en Falcó Fabulós per provocar una tempesta que tombi la porta del penal, però no pronuncien bé la fórmula i es converteixen ells mateixos en uns monstres de sorra. Es pensen que així s'escaparan fàcilment, però la cosa se'ls complica. |                |                                                                        |                                       |                      |                         |                          |
| 182 | 104            | «Teràpia de xoc» «Traitement de choc»                                  | Mattieu Choquet i Léonie de Rudder    | Mickaël Mérigot      | 12 d'octubre de 2016    | 2 de febrer de 2015      |
| El senyor Peabody, el director de la presó, decideix provar una teràpia per fer tornar bons els Dalton, una pel·lícula amb un conill rosa que tindrà uns efectes inesperats sobre els germans. |                |                                                                        |                                       |                      |                         |                          |
| 183 | 105            | «La fada dels Dalton» «La fée Dalton»                                  | Renaud Phillips                       | Mickaël Mérigot      | 13 d'octubre de 2016    | 2 de febrer de 2015      |
| Una aprenent de fada ha de complir el somni d'una persona per obtenir el diploma de fada oficial. La persona que li toca és en Joe Dalton, que evidentment té el somni d'escapar-se del penal. Entre la inexperiència de la fada i la poca traça dels Dalton, la cosa no pot acabar bé. |                |                                                                        |                                       |                      |                         |                          |
| 184 | 106            | «Crispetes per als Dalton» «Du pop-corn pour les Dalton»               | Jean-Marc Lenglen                     | Lionel Brousse       | 14 d'octubre de 2016    | 14 de gener de 2015      |
| El director munta una fira al penal, perquè els presos puguin sortir una mica de la rutina de picar pedra. Els Dalton són els encarregats de fer les crispetes. Quan en Joe veu que els grans de blat de moro quan s'escalfen prou es converteixen en projectils, fa unes escopetes casolanes que disparen crispetes i que els serveixen per reduir el director i els guardes. Però en Rantamplan provoca involuntàriament una pluja de tones de crispetes, sobre el penal, que esguerra l'evasió dels quatre germans. |                |                                                                        |                                       |                      |                         |                          |
| 185 | 107            | «Les vacances dels Dalton» «Les vacances des Dalton»                   | Charles Vaucelle i Yves Coulon        | Alexandre Viano      | 7 de novembre de 2016   | 18 de juny de 2017       |
| Els quatre germans construeixen una mena de perforadora enorme a la seva cel·la per fugir per sota terra. Però, gràcies a la senyoreta Betty, l'Averell té l'oportunitat d'exposar els seus quadros al Louvre de París. Es nega a seguir als seus germans i se'n va a França amb la senyoreta Betty. Els altres tres pugen a la seva màquina i baixen a les entranyes de la terra... amb en Peabody de polissó! Quan el descobreix, en Joe està a punt d'abandonar-lo allà sota, però canvia d'idea: li podria ser útil... És un viatge cap avall molt accidentat, i encara més quan una misteriosa figura els comença a espiar... i els roba la perforadora! Però el lladre s'acaba estavellant contra un mur. Els Dalton no se'n saben avenir: és el tiet Bill, el germà de la mare! El tiet Bill els convenç per anar a París a estira-li les orelles a l'Averell i robar unes joies... Mmm, però el tiet Bob té uns altres plans al cap. Quan els Dalton surten per un forat de claveguera al costat de la torre Eiffel, s'adonen que l'exposició de l'Averell és notícia de primera plana... |                |                                                                        |                                       |                      |                         |                          |
| 186 | 108            | «Triple ruc» «Triple Idiot !»                                          | Michel Coulon                         | Matthieu Pitschon    | 8 de novembre de 2016   | 28 de gener de 2015      |
| Un adolescent del futur que està viatjant en el temps apareix per equivocació a la cel·la dels Dalton mentre hi dormen. S'hi deixa un curiós objecte que serveix per fer clons. En Joe l'apunta sense voler a l'Averell i en fa un clon. El més baixet dels Dalton de seguida hi veu possibilitats per escapar-se del penal i fa passar el clon per un bessó de l'Averell a qui havien separat dels germans des del naixement. Però el clon és tan soca com l'original! |                |                                                                        |                                       |                      |                         |                          |
| 187 | 109            | «La reconstrucció» «Reconstitution»                                    | Jean-Christophe Hervé i Claude Perrin | Pierre Cerutti       | 9 de novembre de 2016   | 22 de gener de 2015      |
| En Joe aconsegueix, mitjançant un advocat, que es faci una reconstrucció dels fets d'un assalt a un tren pel qual els quatre germans van ser condemnats. Com que la reconstrucció s'haurà de fer en un tren, fora del penal, pensa que ho tindran fàcil per escapar-se. L'advocat mira de demostrar la innocència dels Dalton i mentrestant ells s'escapen desenganxant una part del tren que té la locomotora. Però en Peabody i companyia es posen a empaitar-los amb un transport que troben a les vies. |                |                                                                        |                                       |                      |                         |                          |
| 188 | 110            | «L'estofat maleït» «Ragoût maudit»                                     | Mattieu Choquet i Léonie de Rudder    | Eric Cosselet        | 10 de novembre de 2016  | 19 de gener de 2015      |
| L'estofat dels divendres és el gran tec que esperen amb candeletes tots els presos del penal. Però quan l'Averell es queda vigilant l'olla, en Joe aprofita per ficar-hi una herba que si te la menges no pots parar de gratar-te. Un cop repartit l'estofat, tothom queda contaminat i els Dalton, que no l'han tastat, ho tenen ben fàcil per fugir. Però, com tantes vegades, l'Averell fica la pota. |                |                                                                        |                                       |                      |                         |                          |
| 189 | 111            | «El penal inflable» «Les Dalton se ballonnent»                         | Clarie Espagno i Yves Coulon          | Olivier Derynck      | 11 de novembre de 2016  | 29 de gener de 2015      |
| A Washington tenen la idea de les presons itinerants. Com que són inflables, es poden portar allà on fan més falta. I al penal d'en Peabody els encarreguen fer una prova amb una d'aquestes presons inflables. En Joe de seguida es frega les mans perquè, amb pensa que, amb una punxada d'una agulla, adéu parets. Però no compta que el director ha confiscat tots els objectes punxeguts. |                |                                                                        |                                       |                      |                         |                          |
| 190 | 112            | «Al vol» «Au vol !»                                                    | Olivier Jean-Marie                    | Stéphane Annette     | 14 de novembre de 2016  | 30 de gener de 2015      |
| Els germans Wright acaben d'inventar l'aeroplà i busquen voluntaris entre la població reclusa per provar-lo. Al final, el candidat ideal és en Joe Dalton, per la seva curta estatura i el seu poc pes. En Joe creu que podrà fugir del penal per aire, però els seus plans acaben per terra. |                |                                                                        |                                       |                      |                         |                          |
| 191 | 113            | «Els Dalton es refresquen» «Au frais, les Dalton!»                     | Olivier Jean-Marie                    | Lionel Brousse       | 18 de novembre de 2016  | 29 de gener de 2015      |
| Al penal es troben amb la pitjor onada de calor de la història i a la senyoreta Betty se li acudeix una solució: instal·lar un climatitzador. Hi ha conductes per l'aire fred o l'aire calent que arriben a totes les dependències del penal, les cel·les incloses. En Joe de seguida maquina un pla: fugir per aquests conductes. I tal dit tal fet. Però no compta que en Rantamplan es posi a remenar els controls del climatitzador mentre ells són als conductes! |                |                                                                        |                                       |                      |                         |                          |